# Armadura samurái

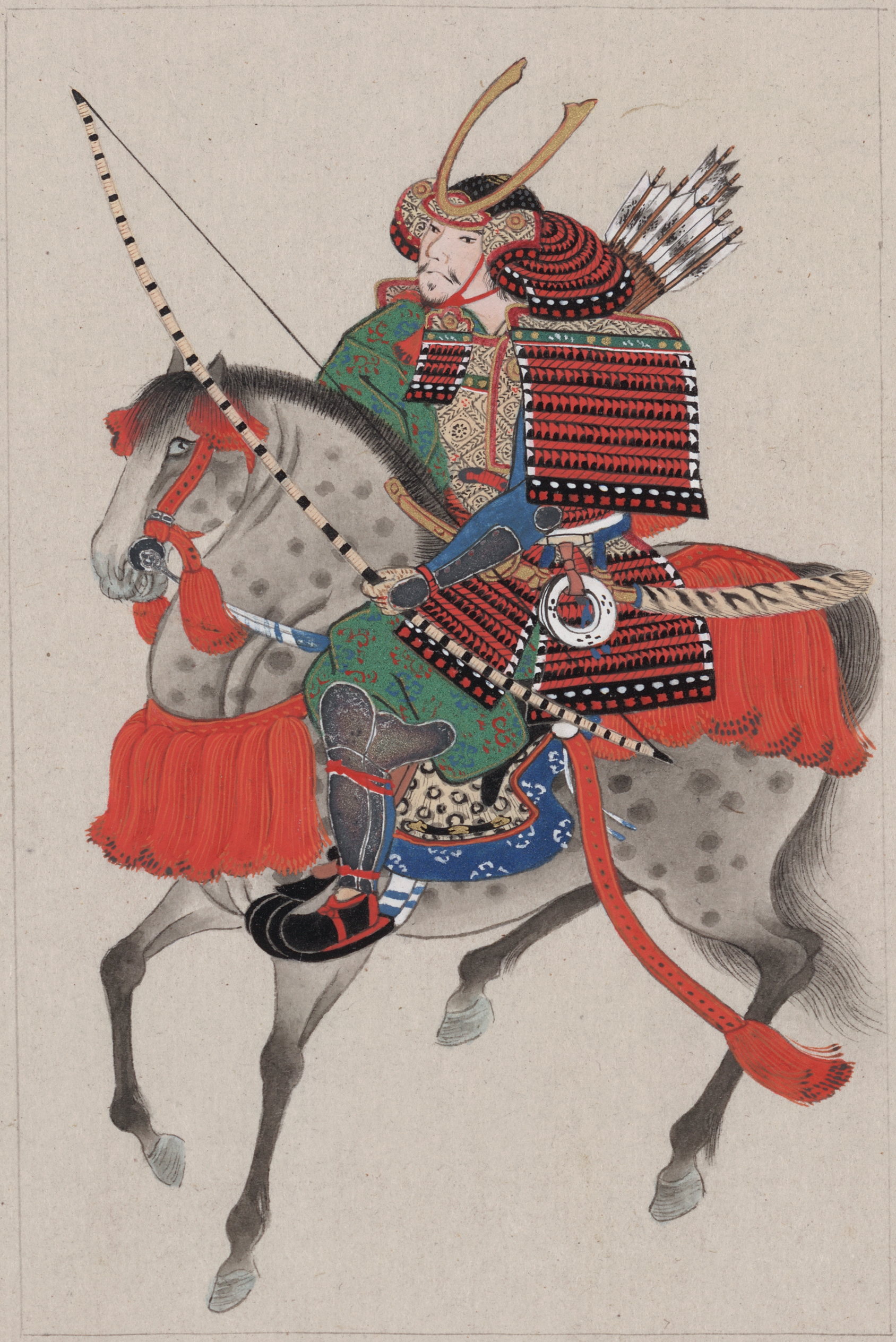
Un samurái montado a caballo utilizando un ō-yoroi

La armadura en Japón tiene una historia que se remonta hasta el siglo IV. La armadura japonesa se desarrolló enormemente durante los siglos desde su introducción al campo de batalla y la guerra.

## Historia

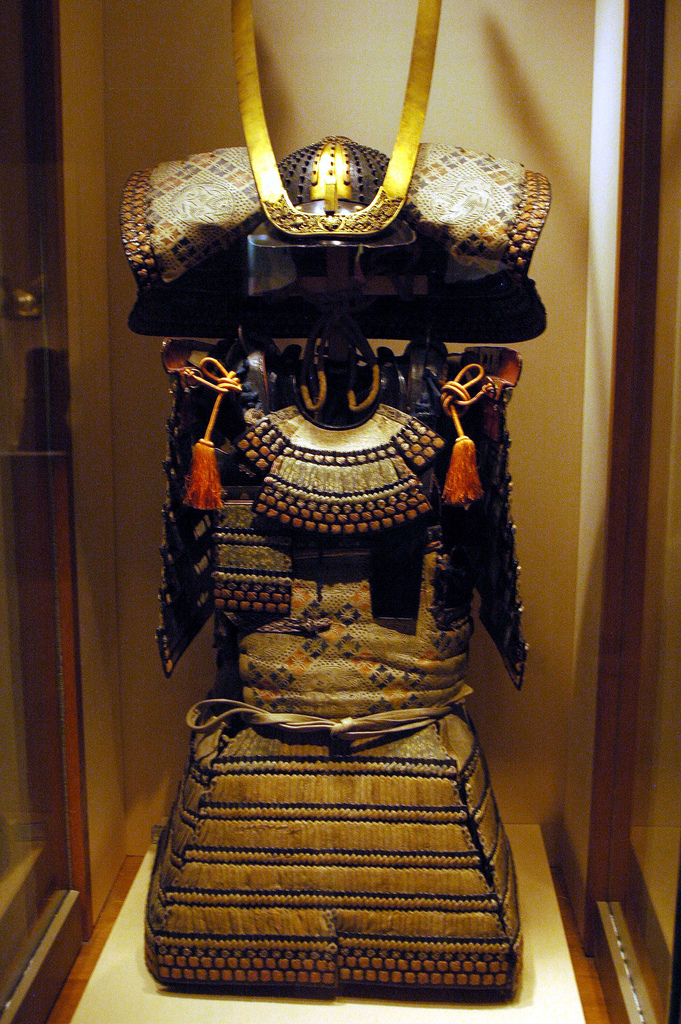
Antigua armadura samurái ō-yoroi del Museo Metropolitano de Arte.

Se cree que la armadura japonesa ha evolucionado a partir de la armadura utilizada en la Antigua China y Corea. Las corazas y cascos fueron fabricados en Japón tan pronto como el siglo IV. El tankō, usado por los soldados de infantería y el keikō, usado por los jinetes ambos eran del tipo presamurái de la primera coraza japonesa construida de placas del hierro unidas junto por las correas de cuero.
Durante la era Heian (794-1185), la coraza japonesa evolucionó en el estilo más familiar de la armadura usada por el samurái conocida como dō. Los fabricantes de armaduras japonesas comenzaron a usar el cuero (nerigawa) y la laca se utilizó para resistir la prueba del tiempo de las partes de la armadura. Al final de la era Heian la coraza japonesa había llegado a la forma reconocida claramente como samurái. Las escamas de cuero y/o de hierro se usaron para construir las armaduras del samurái, con cuero y finalmente encaje de seda usado para unir las escamas individuales (kozane) de las cuales estas corazas estaban hechas.
En el siglo XVI Japón comenzó a comerciar con Europa durante lo que se conocería como el comercio Nanban. El samurái adquirió la armadura europea incluyendo la coraza y el morrión que modificaron y combinaron con la armadura doméstica pues proporcionó una mejor protección contra los mosquetes de llave de mecha recientemente introducidos conocidos como tanegashima. La introducción de la tanegashima por los portugueses en 1543 cambió la naturaleza de la guerra en Japón haciendo que los fabricantes de armaduras japonesas cambiaran el diseño de sus armaduras de las centenarias armaduras lamelares a las armaduras construidas de placas de hierro y placas de acero que eran llamadas tosei gusoku (nuevas armaduras). Se crearon armaduras resistentes a las balas llamadas tameshi gusoku o bala probada permitiendo a los samuráis continuar usando su armadura a pesar del uso de armas de fuego.
La era de la guerra llamada el período Sengoku terminó alrededor de 1600, Japón fue unido e incorporado al pacífico período Edo, los samuráis siguieron usando la placa y la armadura lamelar como símbolo de su estatus pero las armaduras tradicionales ya no eran necesarias para las batallas. Durante el período Edo, las armaduras secretas y ocultas, portables y de peso ligero se hicieron populares ya que todavía había una necesidad de protección personal. Las luchas civiles, los duelos, los asesinatos, las revueltas de los campesinos requerían el uso de armaduras como la kusari katabira (chaqueta de cota de malla) y las mangas blindadas, así como otros tipos de armaduras que se podían usar con ropa ordinaria. Los samuráis del período Edo estaban a cargo de la seguridad interna y usaban varios tipos de kusari gusoku (cota de malla) y protección de la espinilla y el brazo, así como protectores de la frente (hachi-gane). La armadura siguió siendo usada en Japón hasta el final de la era de los samuráis (era Meiji) en la década de 1860, con el último uso de la armadura samurái ocurriendo en 1877 durante la Rebelión de Satsuma.

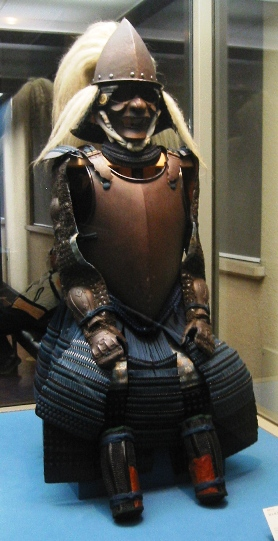
Nanban dō gusoku, un traje japonés de armadura con una coraza de estilo occidental dō hecha de placa de armadura. Museo Nacional de Tokio.

## Construcción

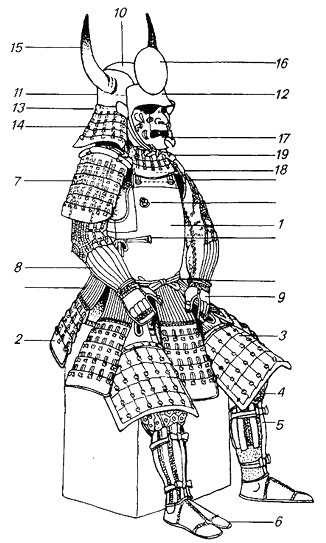
Construcción de la armadura del samurái.
1. Dō.
2. Kusazuri.
3. Haidate.
4. Tateage.
5. Suneate.
6. Kōgake.
7. Sode.
8. Kote.
9. Tekkō.
10. Kabuto.
11. Kasa-jirushi.
12. Mabisashi.
13. Fukikaeshi.
14. Shikoro.
15. Wakidate.
16. Maedate.
17. Menpō o mempō.
18. Sode-jirushi.
19. Yodare-kake.

La armadura japonesa generalmente fue construida a partir de muchas pequeñas armadura de escamas (kozane) de acero (tetsu) y/o cuero (nerigawa) y/o placas (ita-mono), unidas entre sí por remaches y cordones de macramé (odoshi) o seda trenzada, y/o cota de malla (kusari). Las familias nobles tenían cuerdas de seda hechas en patrones específicos y colores de hilo de seda. Muchas de estas cuerdas fueron construidas con más de 100 hilos de seda. Hacer estas cuerdas de seda especiales podría tomar muchos meses de trabajo constante, sólo para completar lo suficiente para un traje de armadura. Estas placas de la armadura generalmente estaban unidas a un paño o al forro de cuero. La armadura japonesa fue diseñada para ser lo más ligera posible, ya que el samurái tenía muchas tareas, como montar a caballo y tiro con arco, además de la esgrima. La armadura usualmente era lacada brillantemente para proteger contra el áspero clima japonés. La cota de malla (kusari) también fue utilizada para la construcción de las piezas individuales de las armaduras y trajes completos de kusari incluso fueron utilizados.

## Partes individuales de la armadura
- Dō, una armadura de pecho hecha de placas de acero o cuero de varios tamaños y con formas de colgantes.
- Kusazuri hecho de acero o placas de cuero colgando de la parte delantera y trasera del dō para proteger la parte inferior del cuerpo y la parte superior de la pierna.
- Sode, protección rectangular grande del hombro hecha de las placas del acero y/o del cuero.
- Kote, guantes blindados como mangas que se extendían hasta el hombro o han kote (guantes de kote) que cubrían los antebrazos. Los kote fueron hechos de tela cubierta con placas de acero de varios tamaños y formas, unidas por la cota de malla (kusari).
- Kabuto, un casco hecho de acero o placas de cuero (de 3 a más de 100 placas) remachadas juntas. Un protector de cuello shikoro hecho de varias capas de acero curvo o tiras de cuero estaba suspendido del borde inferior del kabuto.
- Mengu, varios tipos de metal laqueado o cuero de la armadura facial diseñada de tal manera que el pesado casco kabuto superior podía ser atado y asegurado a ellos por varias estacas de metal. El mengu tenía protectores de garganta yodare-kake hechos de varias hileras de acero o placas de cuero o kusari (cota de malla) cosidas a un soporte de tela, suspendido desde el borde inferior.
- Haidate, protectores de muslos que ataban alrededor de la cintura y cubrían los muslos. Éstos fueron hechos de tela con pequeñas placas de acero y/o de cuero de diverso tamaño y forma, generalmente unidos por una cota de malla (kusari) y cosidos a la tela.
- Suneate, protectores de espinillas hechos de tablillas de acero unidas junto por la cota de malla (kusari) y cosidas a la tela y atadas alrededor de la piel de becerro.

## Armaduras auxiliares
- Guruwa, un tipo de protector de garganta y cuello.
- Nodowa, un tipo de protector de garganta y cuello.
- Tate-eri, el tate-eri es una pieza pequeña como almohada acolchada con un collar acorazado que se sienta en el hombro para proteger del peso del dō.
- Manju no wa, el manju no wa, (también manjunowa o manju nowa) es una combinación de hombreras, protectores de cuello y axila en uno que protege un área superior del pecho.
- Manchira, la manchira es un tipo de chaleco blindado cubierto con kusari (cota de malla), karuta (pequeñas placas de armadura) o kikko (brigantina), estas armaduras o una combinación de ellas eran cosidas a un soporte de la tela. La armadura podía estar expuesta o escondida entre una capa de tela. Las manchira son más grandes que las manju no wa y protegían el área del pecho y a veces el cuello y la axila. Algunas manchira podía ser usada sobre el dō.
- Wakibiki, el wakibi es una simple tela rectangular cubierta con kusari (cota de malla), karuta (pequeñas placas de armadura), o kikko (brigantina), estas armaduras o una combinación de ellas fueron cosidas al soporte de la tela. El wakibiki también podía estar hecho de una sólida pieza de acero o cuero endurecido. Los wakibiki tenían cuerdas unidas a ellos que permitían que el wakibiki colgara del hombro, el wakibiki entonces estaba suspendido sobre el área expuesta de la axila. Los wakibiki se llevaban dentro o fuera de la armadura del pecho (dō), dependiendo del tipo.
- Yoroi zukin, capuchas de tela con varios tipos de armaduras cosidas a la tela.
- Kōgake, tabi blindado, una especie de escarpe que cubría la parte superior del pie.
- Jingasa (sombrero de guerra), parecido al sombrero civil culí, emitido a los retenedores de Ashigaru, éstos podían ser de metal o cuero.
- Hachi gane/hitai ate, protectores de frente, portátiles de peso ligero de varios tipos.
- Yoroi katabira, chaquetas cubiertas con varios tipos de armadura, la armadura podía estar expuesta o escondida entre capas de tela.
- Yoroi hakama, pantalones cubiertos con varios tipos de armadura, la armadura podía estar expuesta o escondida entre capas de tela.

## Ropa usada con la armadura japonesa
- Uwa-obi o himo, una faja de tela o un cinturón usado para unir varias armas y otros artículos como la katana, el wakizashi y el tantō.
- Fundoshi, un simple taparrabos.
- Kyahan o kiahan, polainas ajustadas hechas de tela que cubría las espinillas.
- Hakama, un tipo de pantalón usado debajo de la armadura, el hakama podía ser largo o corto como la kobakama.
- Shitagi, una camisa usada debajo de la armadura.
- Tabi, una media de tela con los dedos divididos.
- Waraji, una sandalia tejida también conocida como zōri.
- Kutsu, botas cortas hechas de cuero.
- Yugake, guantes que eran usados debajo del kote.
- Kegutsu, también conocidos como tsuranuki, zapatos de cuero cortos recortados con piel de oso.

## Artículos usados con la armadura japonesa
- Sashimono, una pequeña banderola que se adjunta a la parte superior del dō por accesorios especiales. Su propósito era identificar al portador como amigo o enemigo que era esencial en la caótica confusión de un melé de una batalla campal.
- Horo, una capa reservada para los prestigiosos samuráis de alto rango. Proporciona protección adicional contra las flechas.
- Agemaki, una borla decorativa que usada en la parte trasera de algunos dō y kabuto, la agemaki también puede servir como un punto de unión.
- Jirushi, pequeñas banderas o insignias de identificación usadas en la parte trasera del casco (kasa jirushi) o en el hombro (sode jurishi).
- Datemono/tatemono, crestas de varias formas y tamaños usadas en varias áreas del casco (kabuto).
- Yebira, carcaj para ya (flechas).

## En la cultura popular
- El villano de Star Wars, Darth Vader usa una armadura futurista, incluyendo un casco que tiene un sorprendente parecido al kabuto.
- Cuando Hannibal Lecter busca vengarse de los nazis que mataron a su hermana, se disfraza con una máscara de la armadura ancestral de su tía.
- Shredder, villano de las Tortugas Ninja, usa un traje completo de armadura samurái con puntas afiladas.
- La armadura del samurái también es usada por los personajes de las películas de artes marciales japonesas y películas de samurái como Yojimbo, Los siete samuráis, Shogun Assassin, y por Tom Cruise en El último samurái.

## Tipos

### Armadura presamurái
- Armaduras que se usaron en Japón antes de que la clase de samurái evolucionara.
  - Tankō.
  - Keikō.

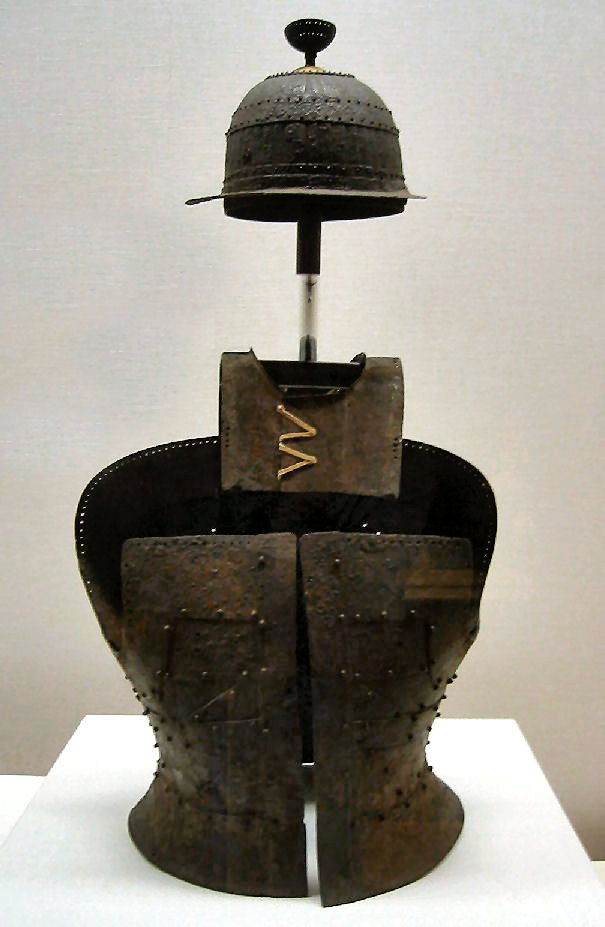
Casco y armadura de acero tankō con decoración de bronce dorado, período Kofun, siglo V. Museo Nacional de Tokio.
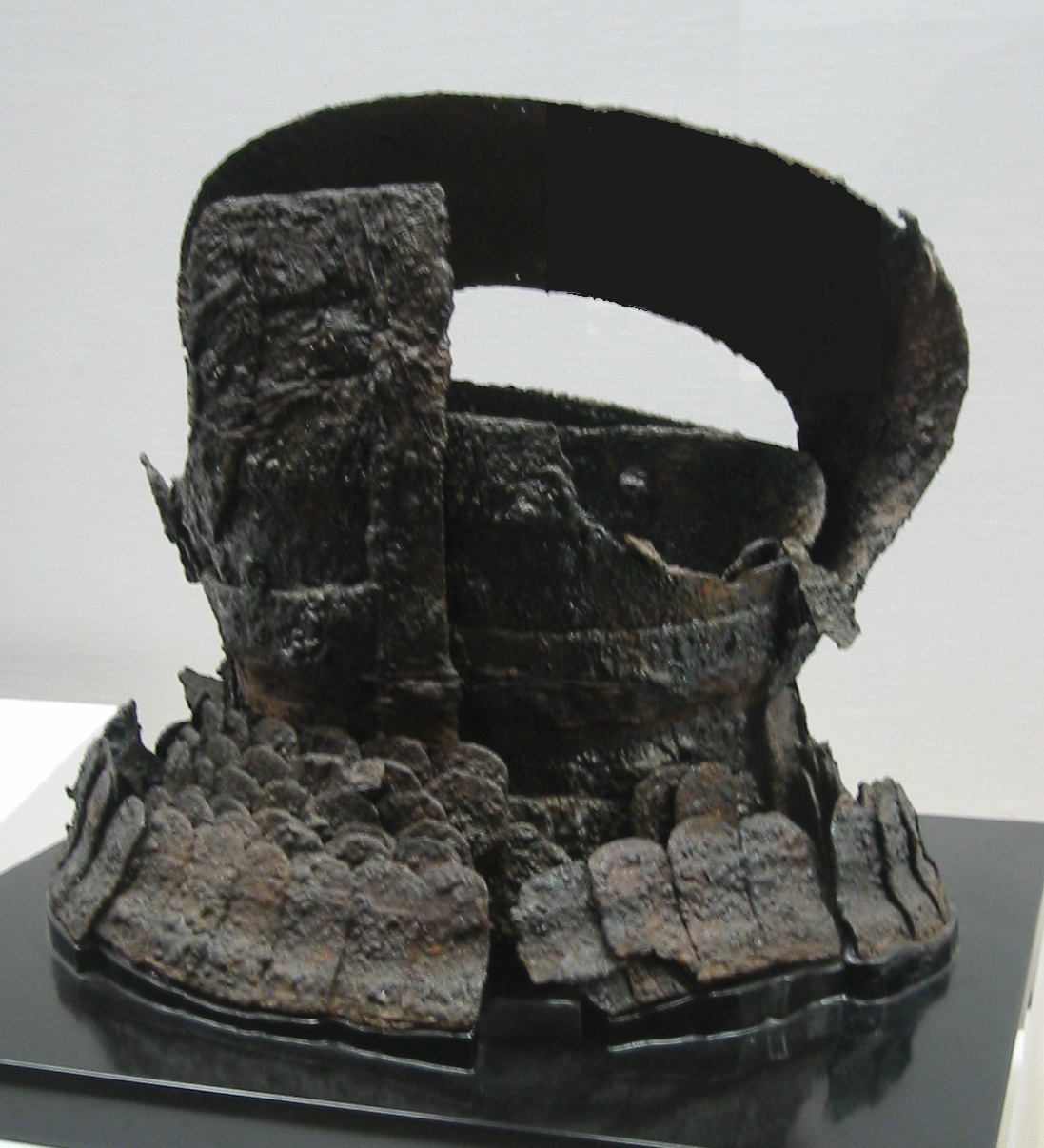
Armadura del período Kofun hecha de placa de acero cosida con cuerdas de cuero. Siglo V. Museo Nacional de Tokio.
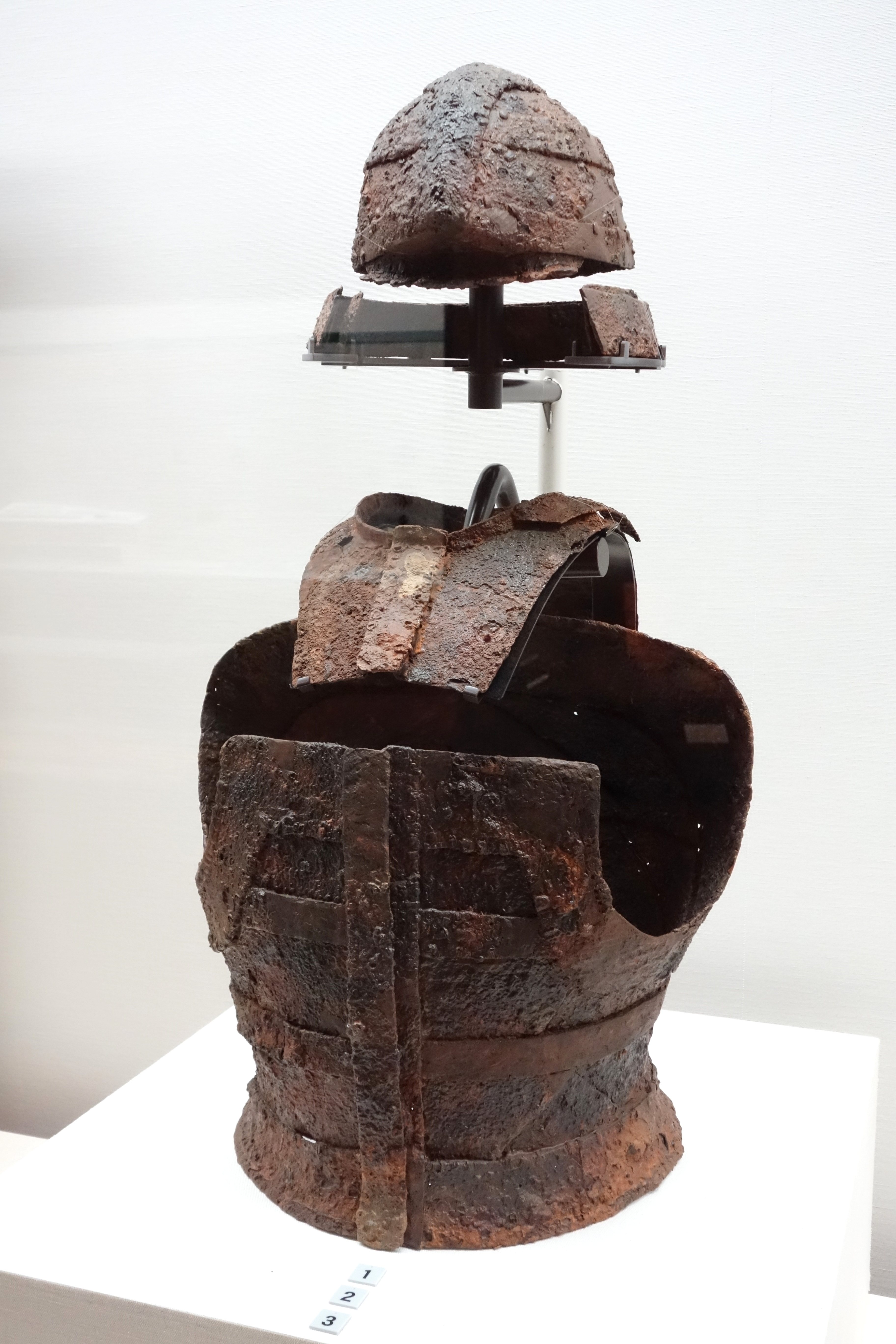
Armadura del período Kofun. Siglo V. Museo Nacional de Tokio.
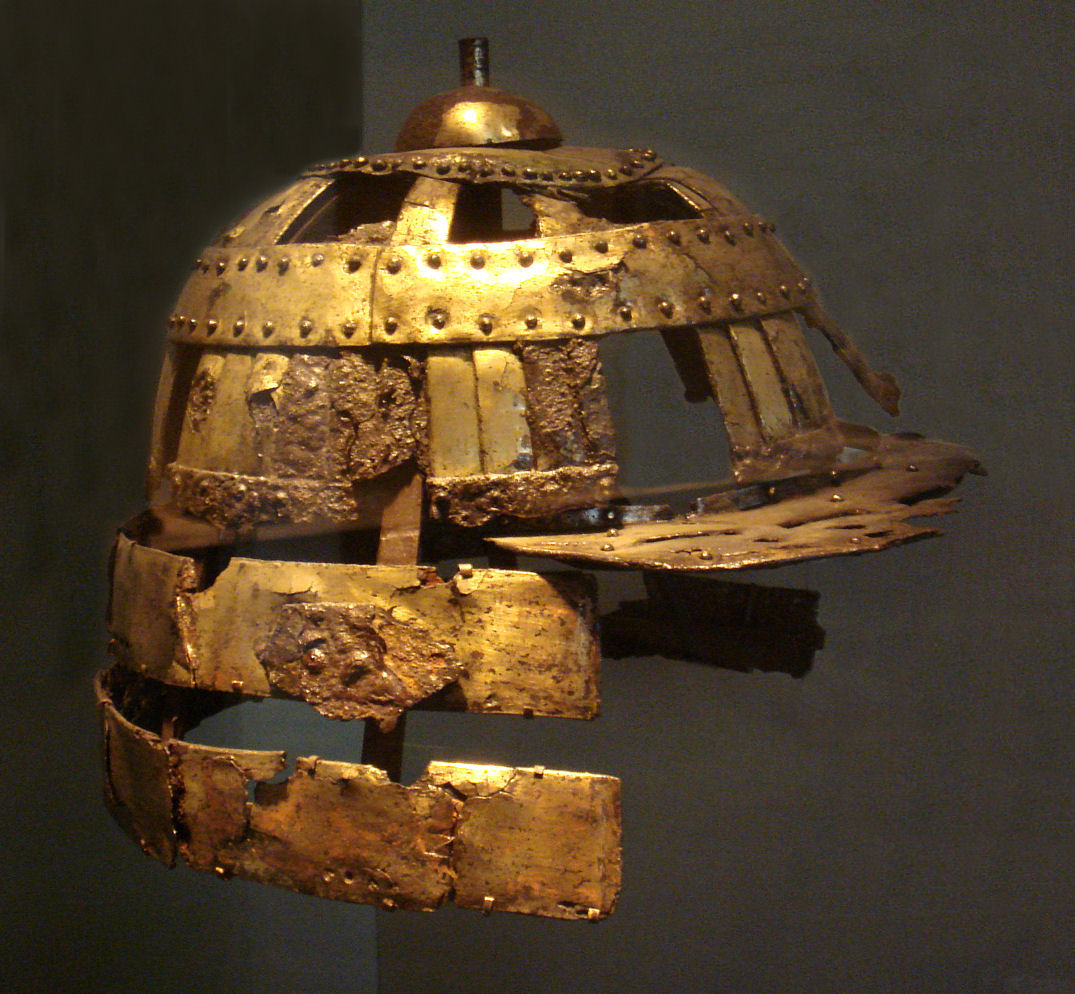
Casco de acero Kofun y cobre dorado del siglo V, Provincia de Ise.

### Armadurakozane
Kozane dō gusoku, son armaduras de samurái con una coraza lamelar a partir de escamas individuales (kozane), armaduras anticuadas usadas antes de la introducción de armas de fuego en la guerra japonesa (estilos pre-Sengoku).
| - Ō-yoroi, antiguo estilo dō para el samurái montado construida con hon kozane (pequeñas escamas individuales). - Dō-maru, antiguo estilo dō construido con dō, antiguo estilo dō que se abría en la espalda, construida con hon kozane (pequeñas escamas individuales), después en el periodo Haramaki las dō fueron construidas con placas de armadura. | - Hon kozane dō, (pequeñas escamas individuales). - Hon-iyozane dō o nuinobe dō, (grandes escamas individuales). |

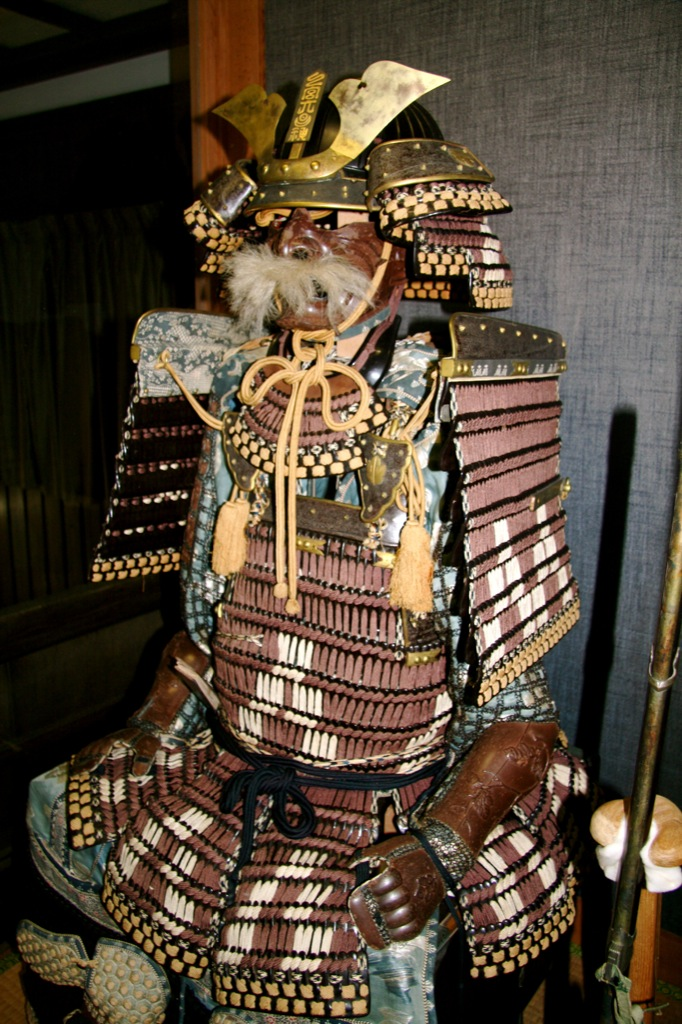
Hon kozane dō gusoku.
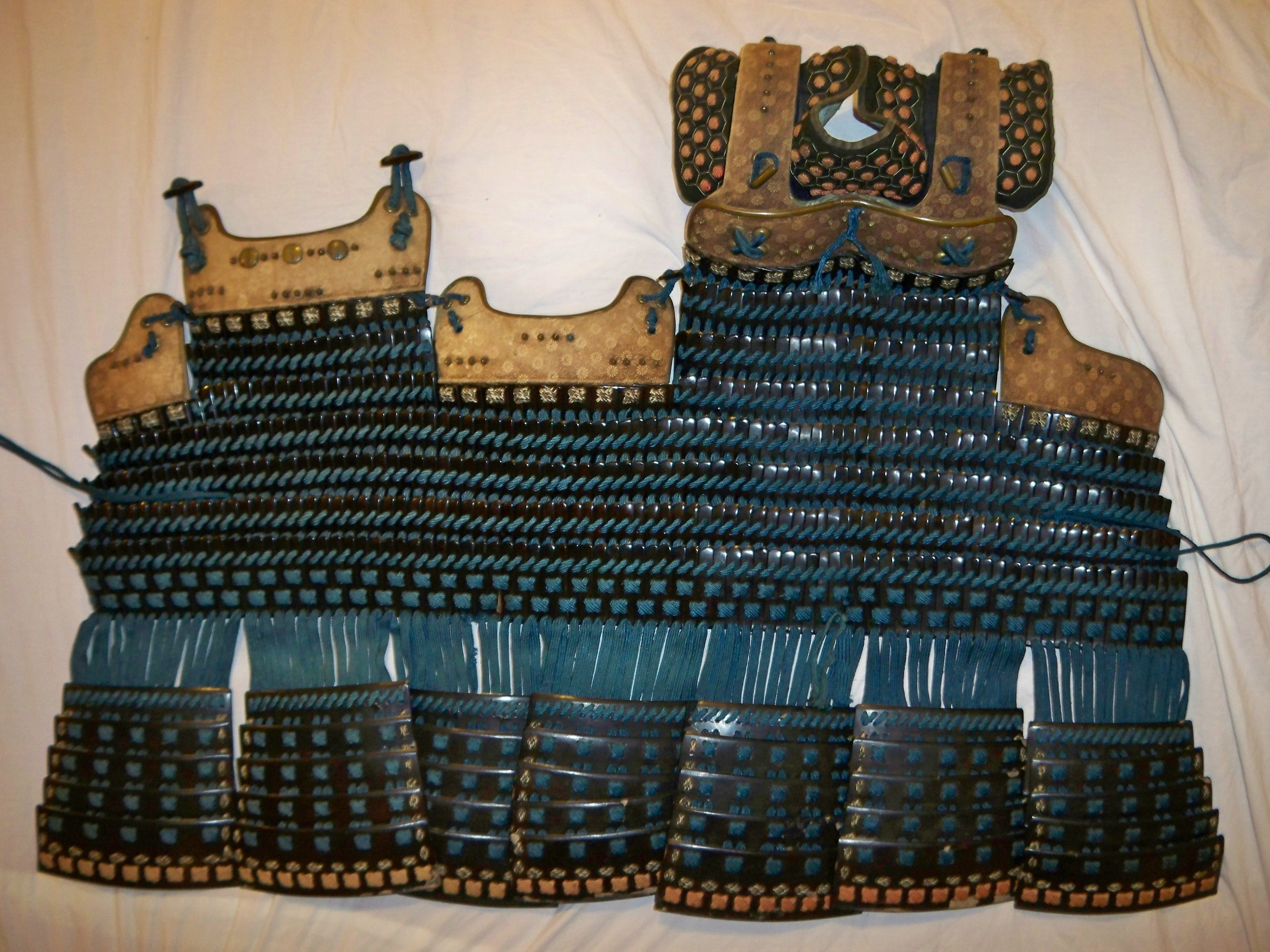
Nerigawa (cuero) hon kozane maru dō, construida con más de 500 escamas individuales. Una maru dō no tiene bisagra.
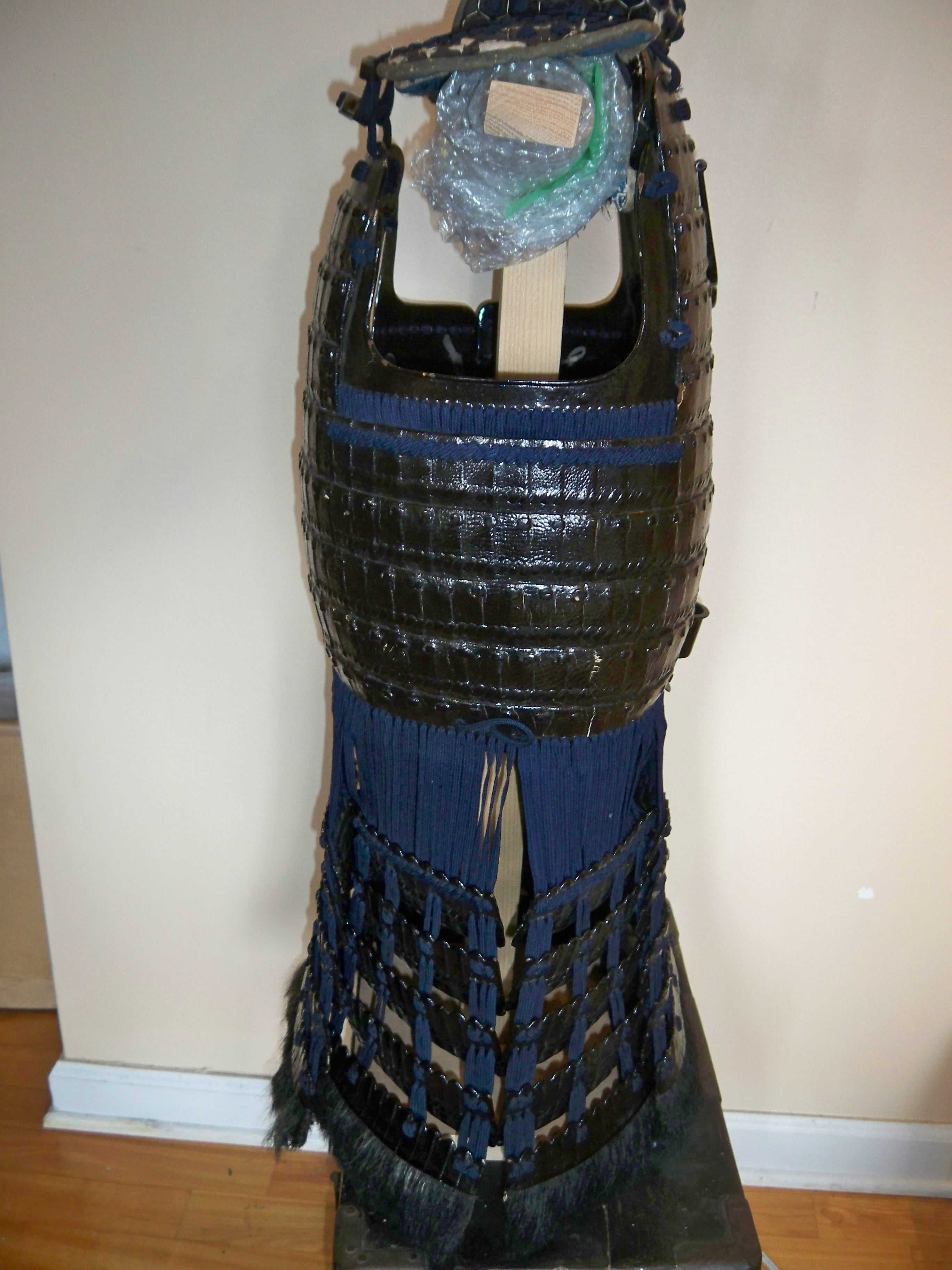
Hon-iyozane maru dō, construida con más de 250 grandes escamas de acero verdaderas. Una maru dō no tiene bisagra.
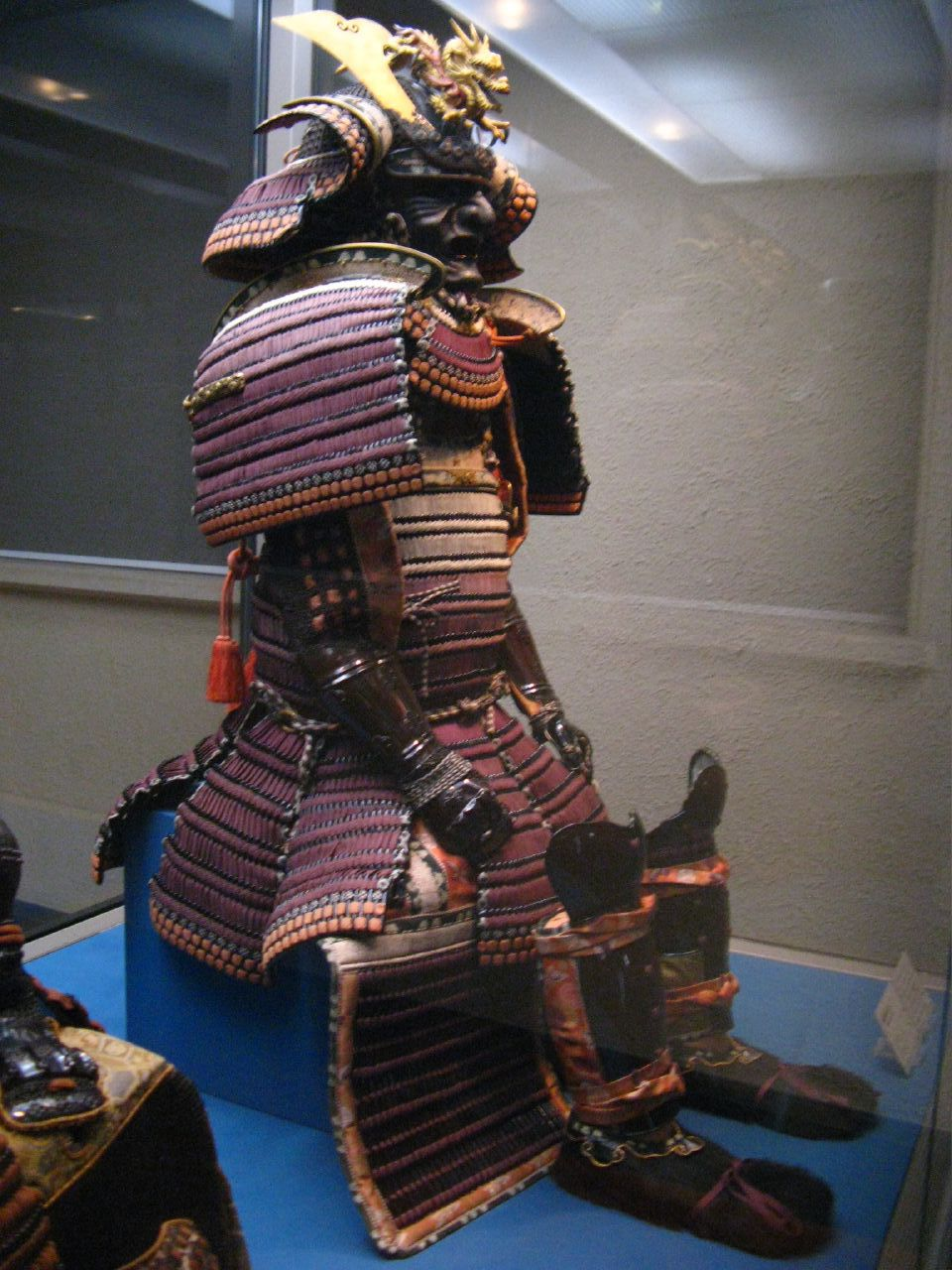
Hon kozane dō gusoku. Museo Nacional de Tokio.

### Tosei-gusoku
Tosei dō gusoku las llamadas «armaduras modernas» hechas de placas de acero (ita-mono) en vez de escamas individuales (kozane). Las tosei-gusoku se volvieron prominentes a partir de los años 1500 debido al advenimiento de las armas de fuego, nuevas tácticas de combate y la necesidad de protección adicional.
| - Okegawa dō guskou — bañera, se refiere a la forma de bañera del dō. Hay dos tipos de okegawa dō: yokohagi (lamelares horizontales), y tatehagi (lamelares verticales). - Hishinui dō o hishi-toji dō — armaduras de pecho con hileras de prominentes nudos cruzados, usualmente una okegawa dō. - Munemenui dō o unamenu dō — armaduras de pecho con un punto de sutura corriente que va horizontalmente a través de la superficie del dō. Esta punta de lazada pasa a lo largo del exterior de la armadura lamelar pareciéndose a una línea punteada en paralelo a la parte superior. - Dangae dō gusoku — que significa "paso a cambiar", una combinación de dos o más estilos. - Hotoke dō gusoku — armadura de pecho que es suave y no muestra signos lamelares. - Nio dō — grabado en relieve que se parece al torso demacrado de un monje hambriento o anciano. | - Katahada-nugi dō — grabado en relieve para parecerse a un torso semidesnudo. - Yukinoshita o sendai dō — cinco placas, cuatro bisagras (go-mai) armadura de pecho al estilo sendai o yukinoshita. - Hatomune dō gusoku — (armadura o coraza de pecho de pichón) se inspiraron en la armadura europea de peto. El hatomune dō tiene un canto central afilado que pasa verticalmente por el frente. - Uchidashi dō gusoku — en relieve o martillado fuera de relieve en el frente. - Nanban dō gusoku — (armadura hecha sobre la base de la última (armadura europea. - Mōgami dō — cinco placas, cuatro bisagras (go mai) armaduras de pecho con lamelares sólidos que son atadas con odoshi sugake en lugar de ser remachadas. |

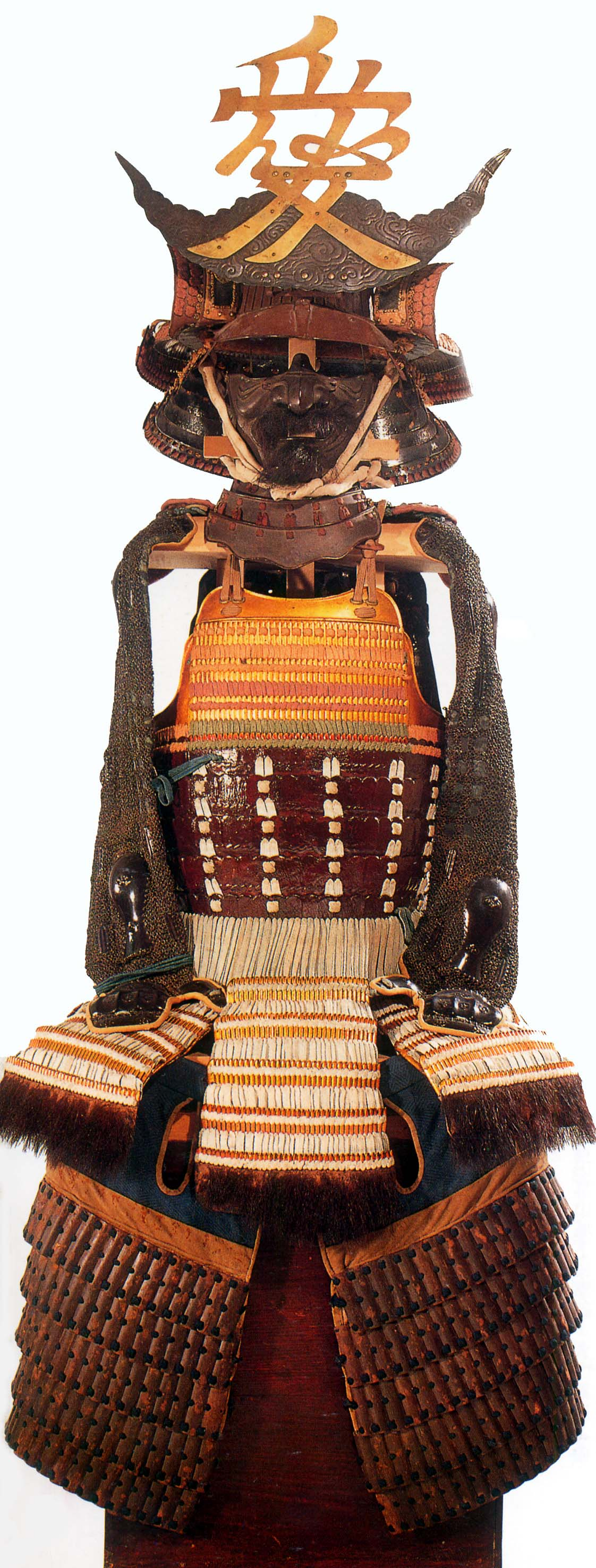
Dangae dō gusoku. Santuario Uesugi, Japón.
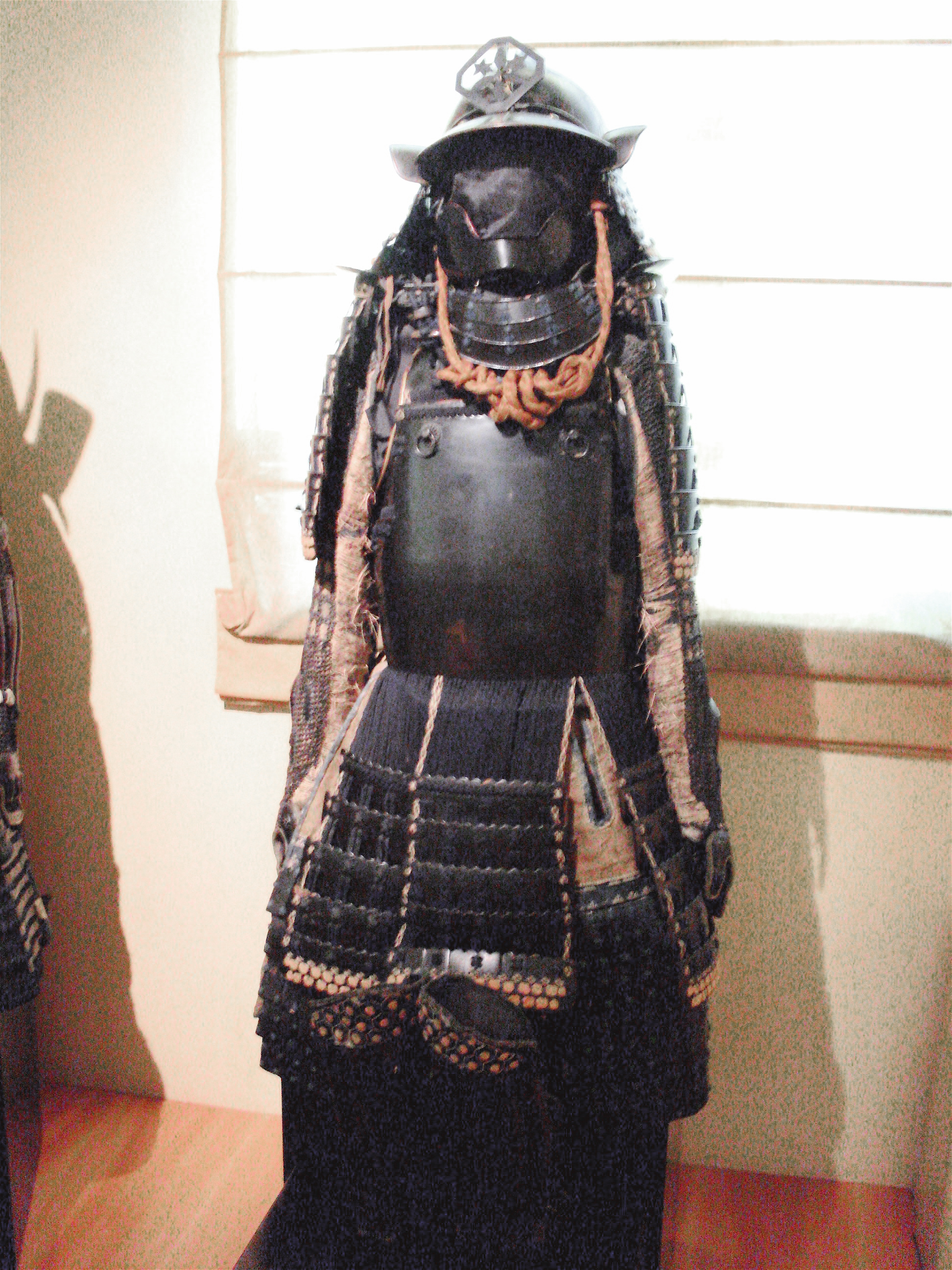
Hotoke dō gusoku.
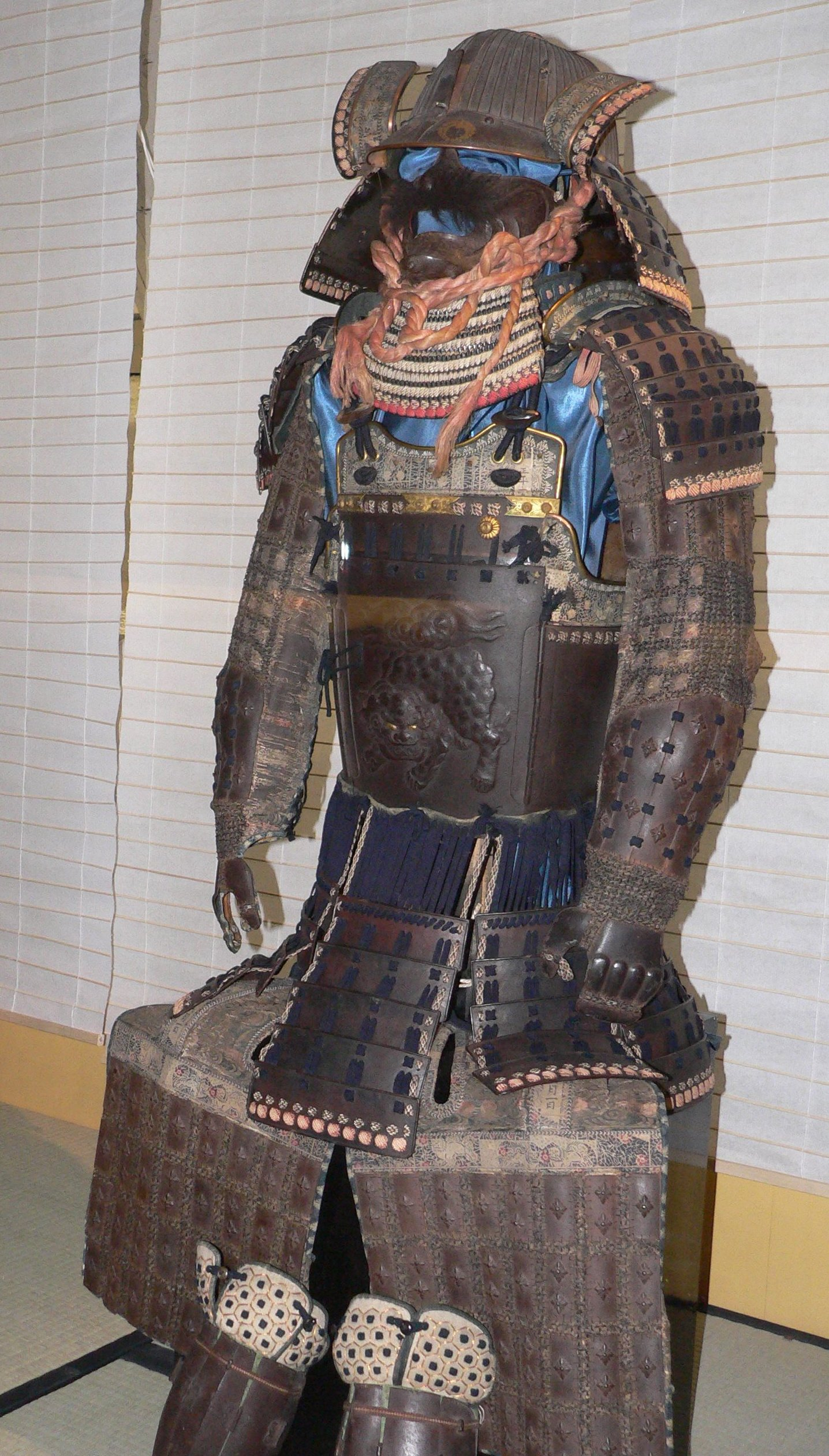
Yukinoshita o sendai dō gusoku.
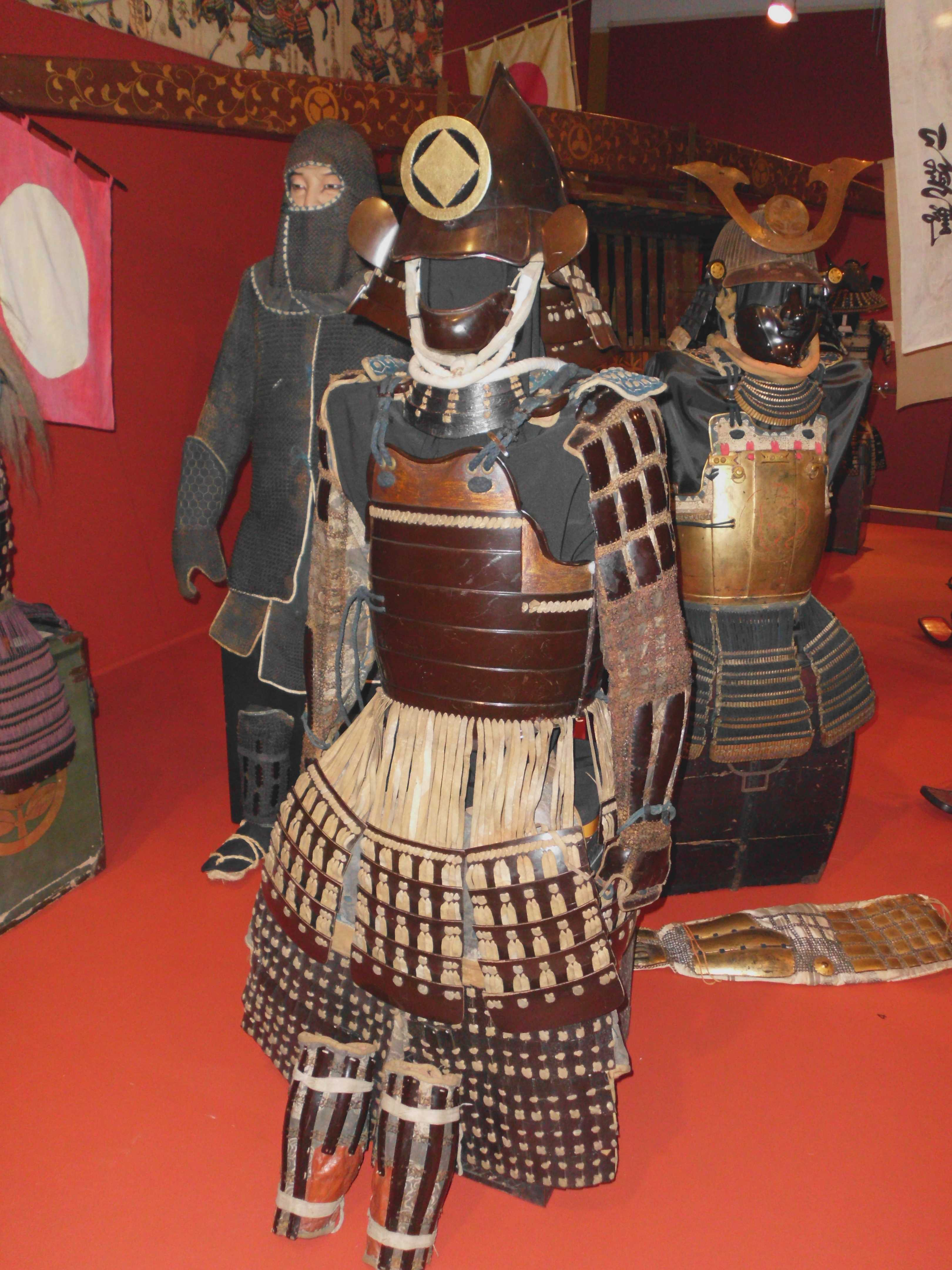
Antigua armadura samurái japonesa del período Edo. Okegawa ni-mai dō gusoku con un momonari kabuto.

### Otros tipos
- Tatami-gusoku — armadura portátil plegable hecha de karuta (pequeñas placas cuadradas o rectangulares) o kikko (pequeñas placas hexagonales).[13][14] Kusari-gusoku (cota de malla) es otra forma de tatami. Chochin kabuto (cascos plegables) y hachi gane (protectores de frente) que se doblaban y también eran de tatami.
- Tameshi-gusoku — armadura probada con bala.
- Okasi-gusoku — armadura antimunición o apropiada o añadida, por lo general hechas para los ashigaru (podía ser de tatami-dō o cualquier armadura básica simple) a menudo marcadas con la insignia del clan (mon).
- Uma yoroi — armadura para caballo usada en el período Edo para los desfiles.
- Kusari-gusoku — armadura hecha enteramente o en su mayoría de kusari (cota de malla) cosida a la tela.
- Kigote — un término general para varias variedades de kote extendido o completado por la adición de erisuwari (cuello acolchado), kara-ate (hombreras) y wakibiki (protectores de axila). Ejemplos del kigote son el kote haramaki (kote que cubre el abdomen), tominaga kote (kote que se unen entre sí en la parte delantera y trasera), sashinuki kote (kote hecho en forma de una chaqueta corta).
- Yoroi katabira — chaquetas blindadas de varios estilos y tamaños. Las katabira estaban blindadas con kikko, placas de armadura hexagonal, karuta, placas de armadura cuadradas o rectangulares, o kusari, cota de malla, o una combinación de estas armaduras.

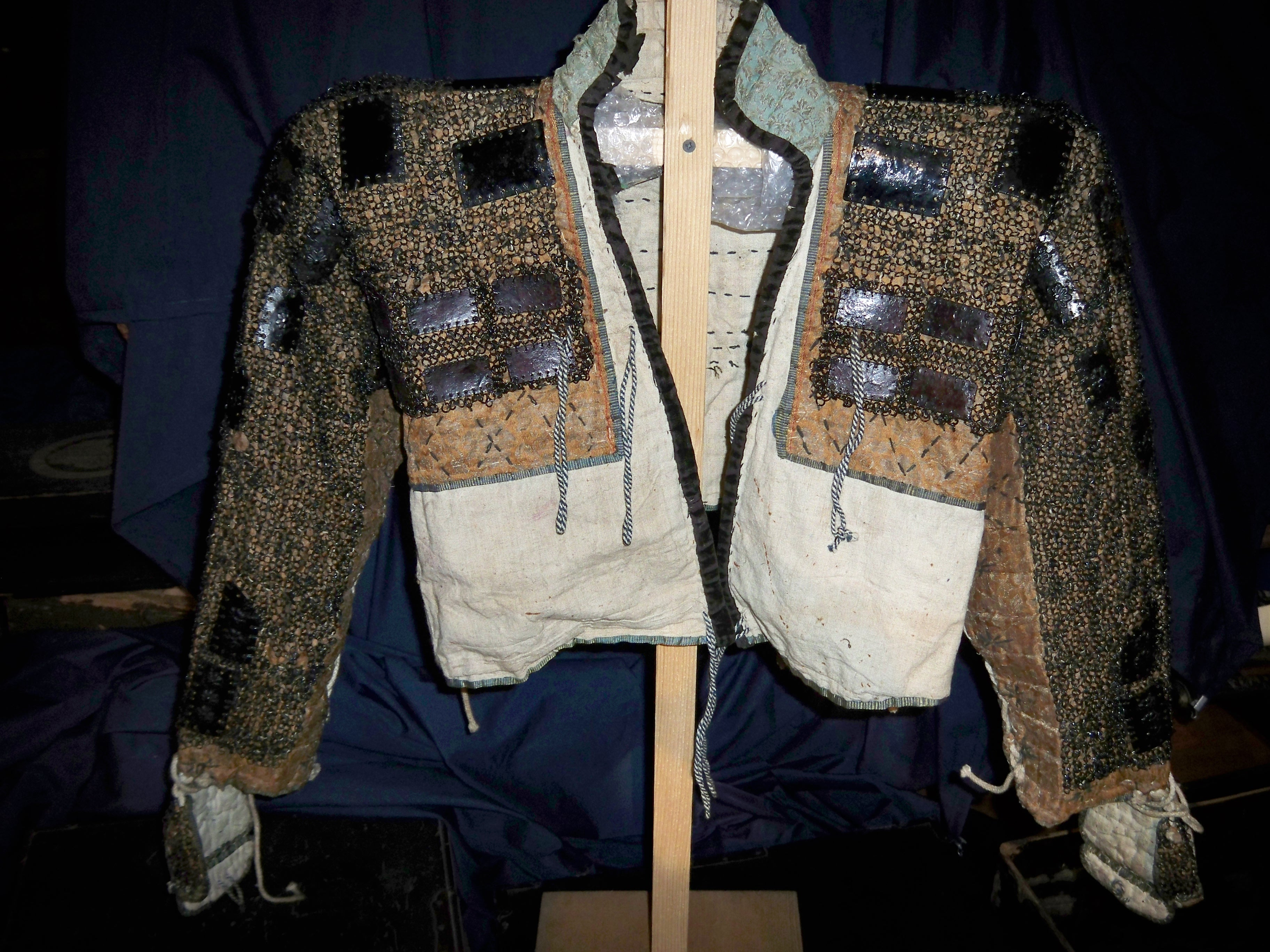
Karuta sashinuki japonesa antigua (samurái) del antiguo estilo kote del período Edo. Kote hecho en una pieza en la forma de una chaqueta corta.
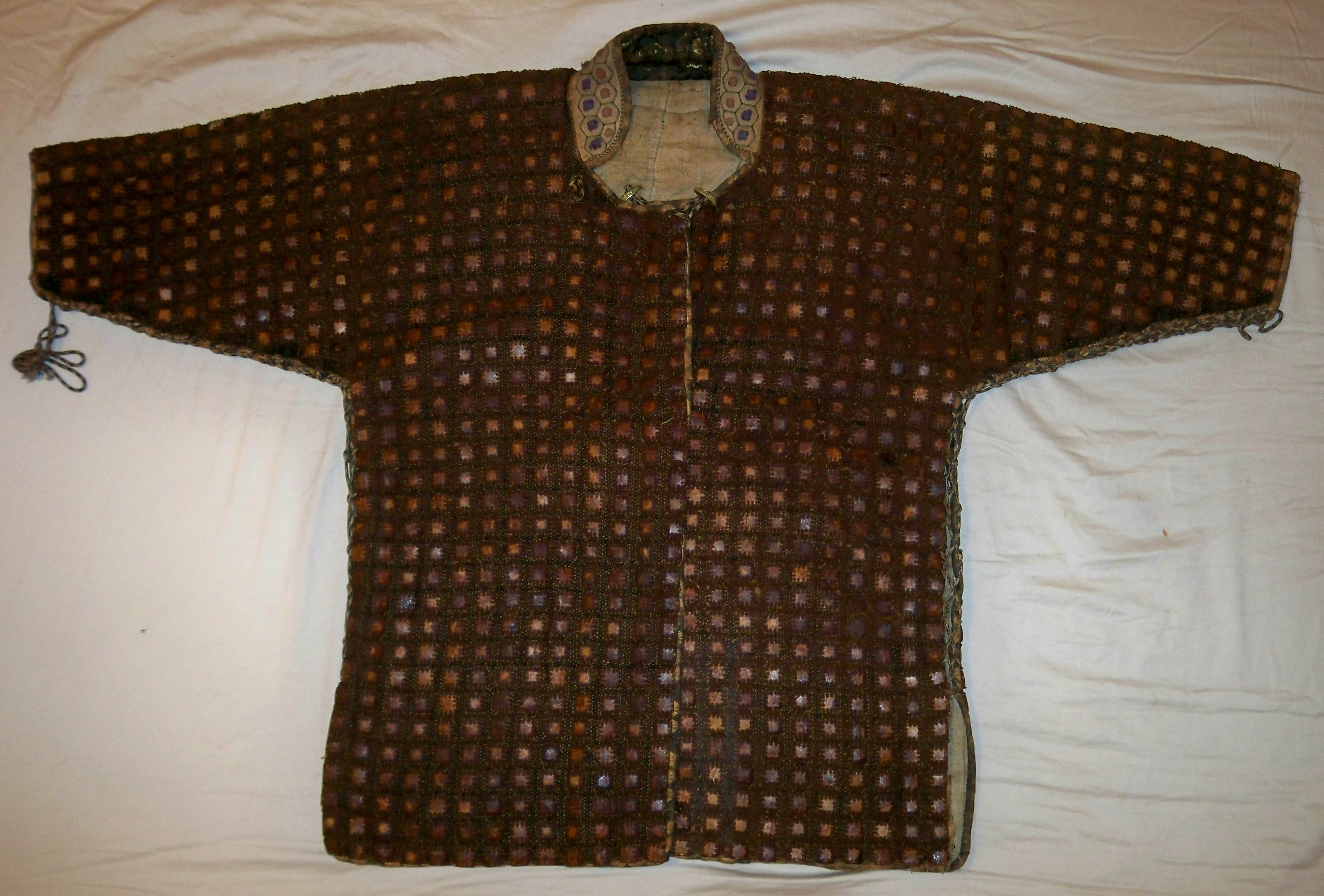
Kusari y karuta katabira. Una chaqueta blindada con más de 2000 placas de cuero (nerigawa) de armadura unidas entre sí por una cota de malla (kusari).
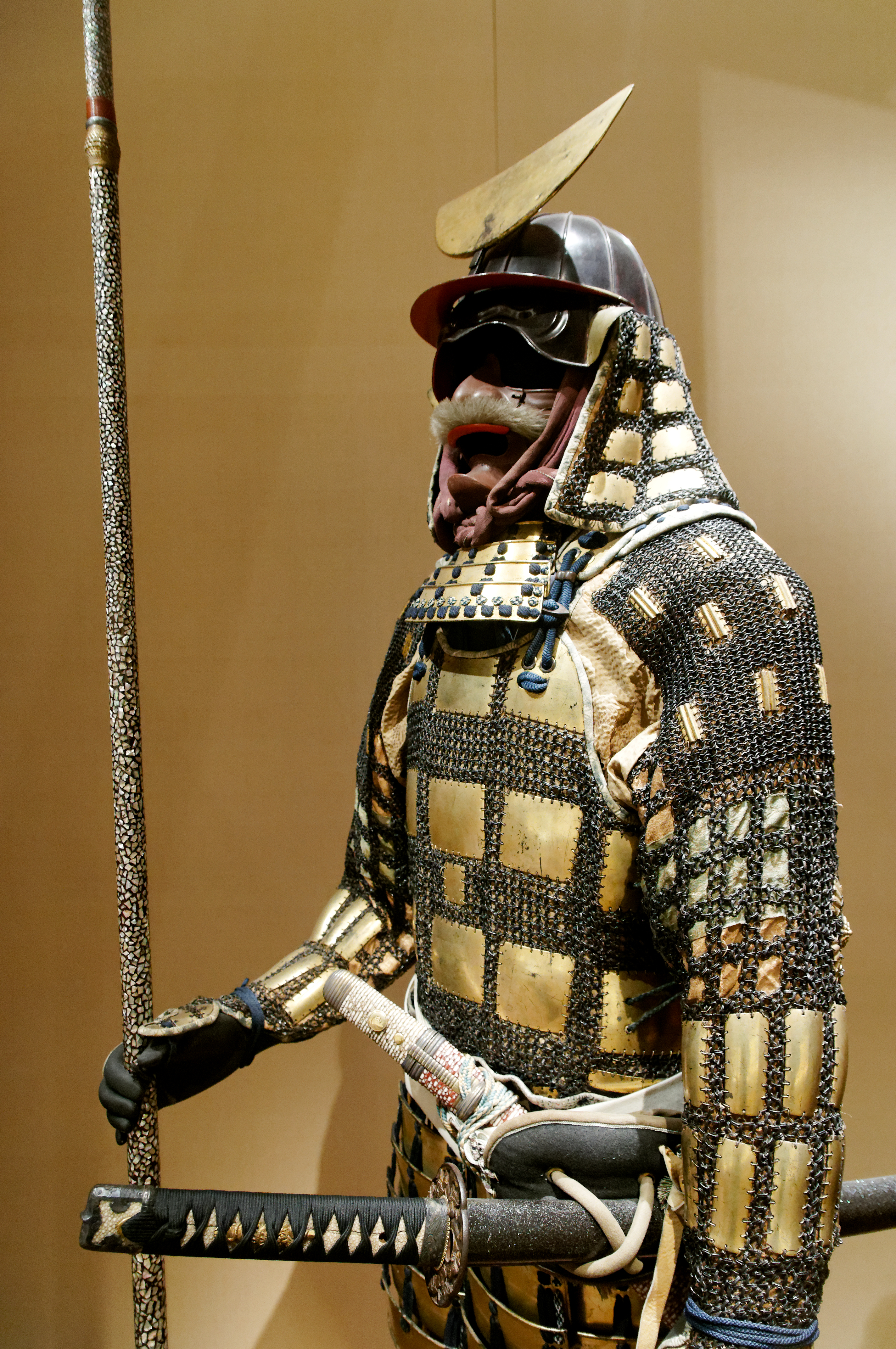
Karuta tatami gusoku.
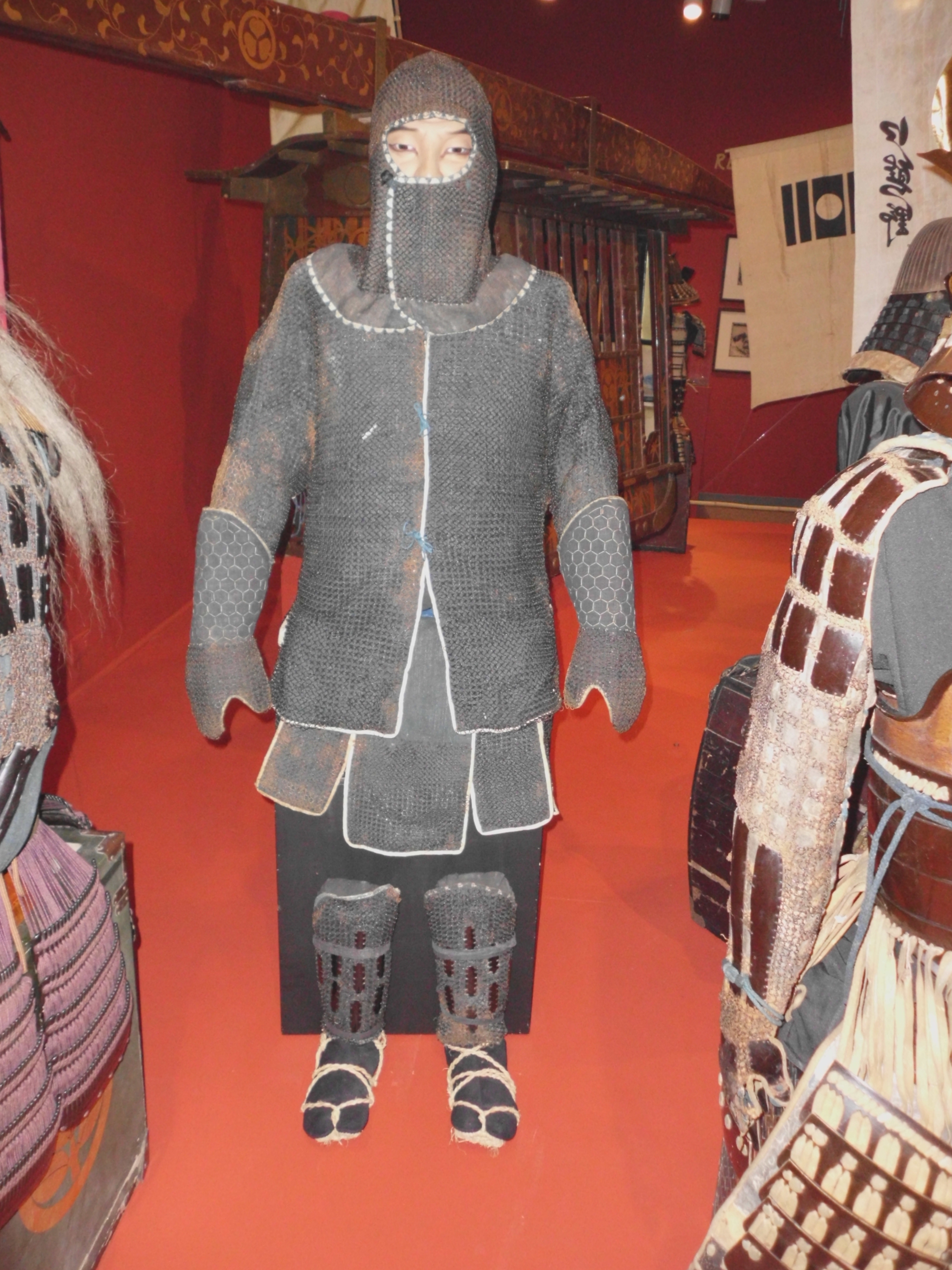
Traje samurái completo del período Edo compuesto por la cota de malla kusari gusoku de la exhibición El regreso del samurái. Galería de Arte del Gran Victoria (2010). Victoria, Columbia Británica, Canadá.
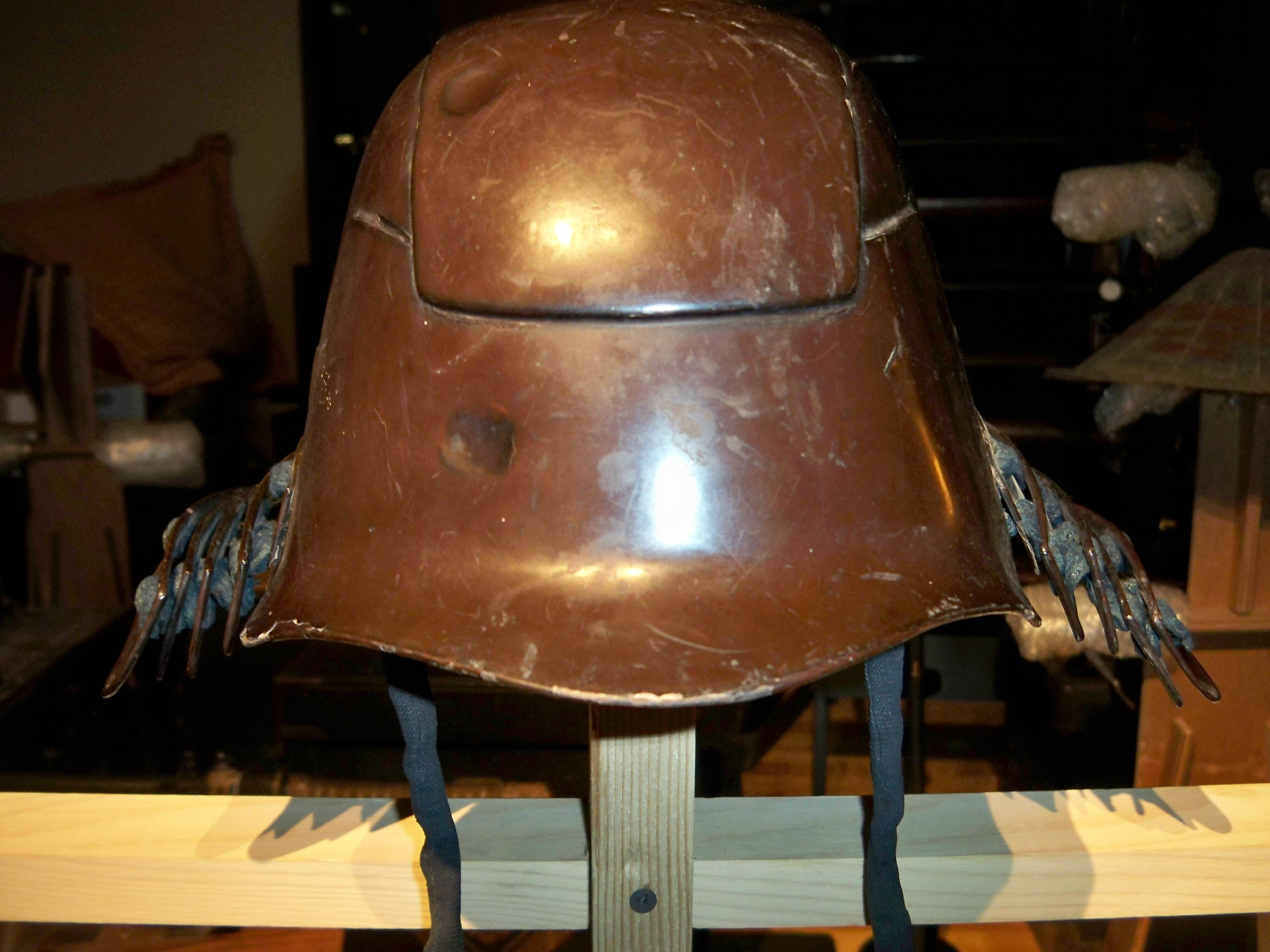
Zunari kabuto de ser probado con marcas de balas (tameshi).
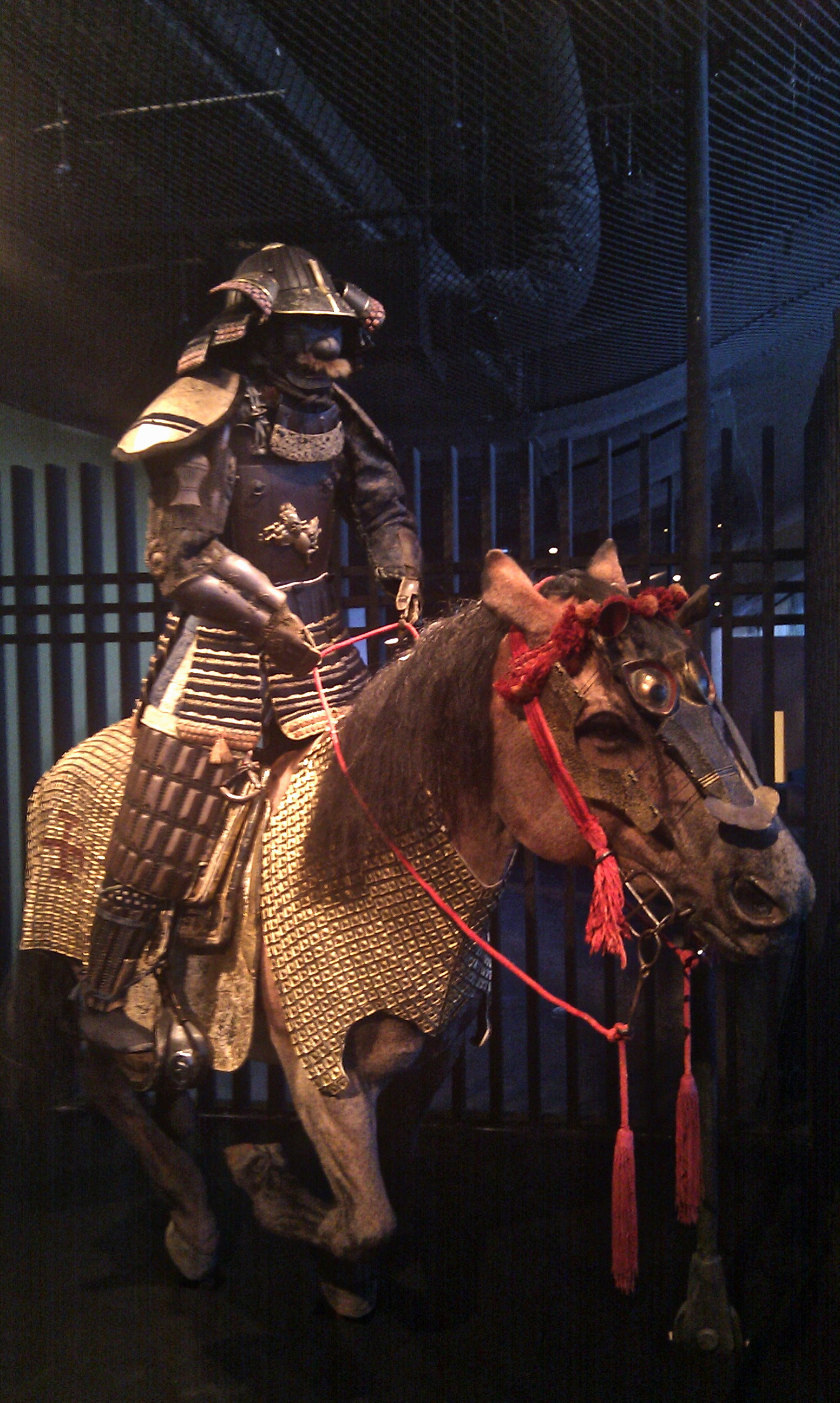
Uma yoroi/bagai, armadura del caballo.

## Partes individuales de la armadura del samurái

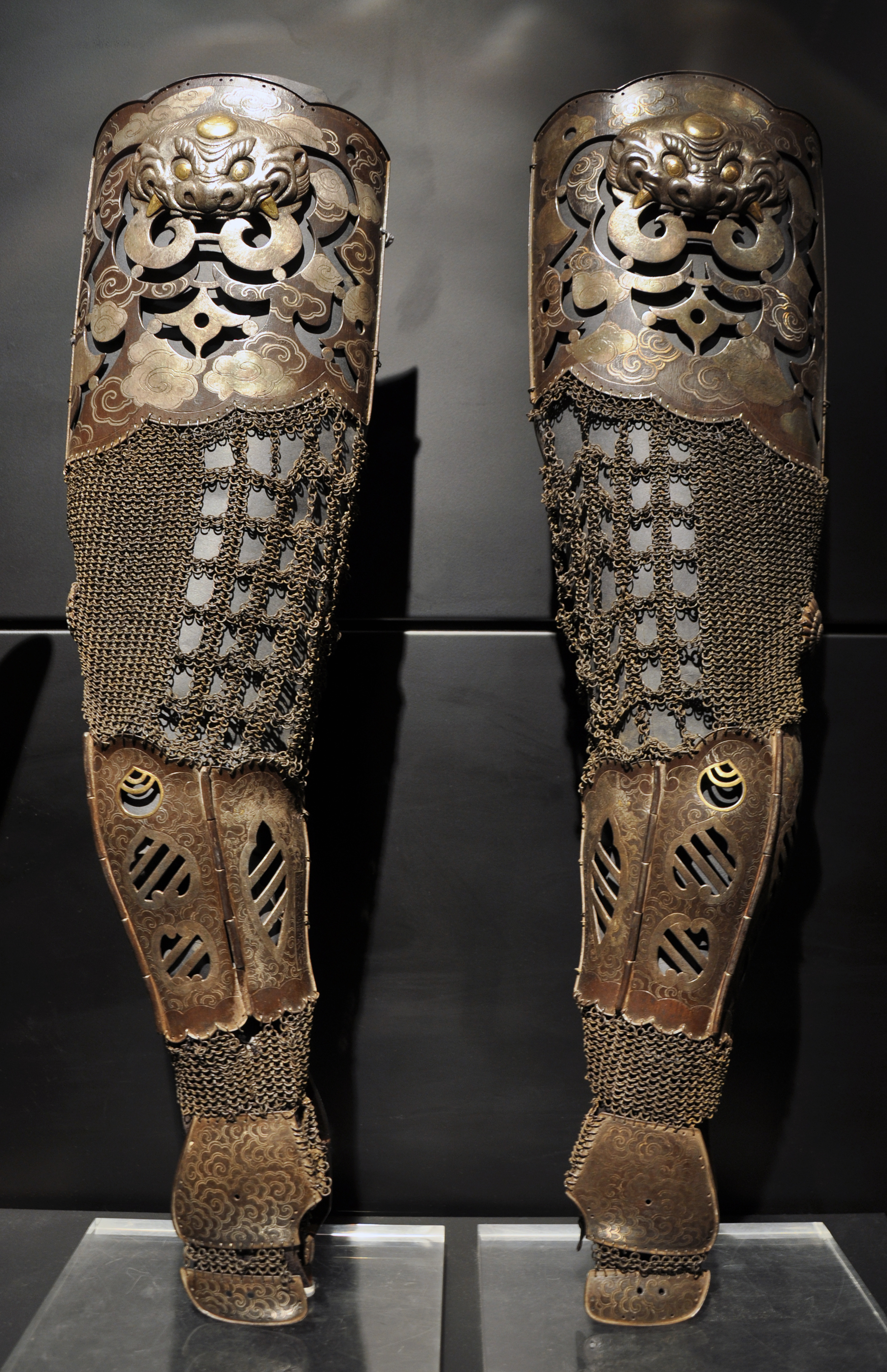
Kote samurái japonés antiguo del período Edo, protección de brazos con placas de acero lacado unido a la cota de malla kusari.
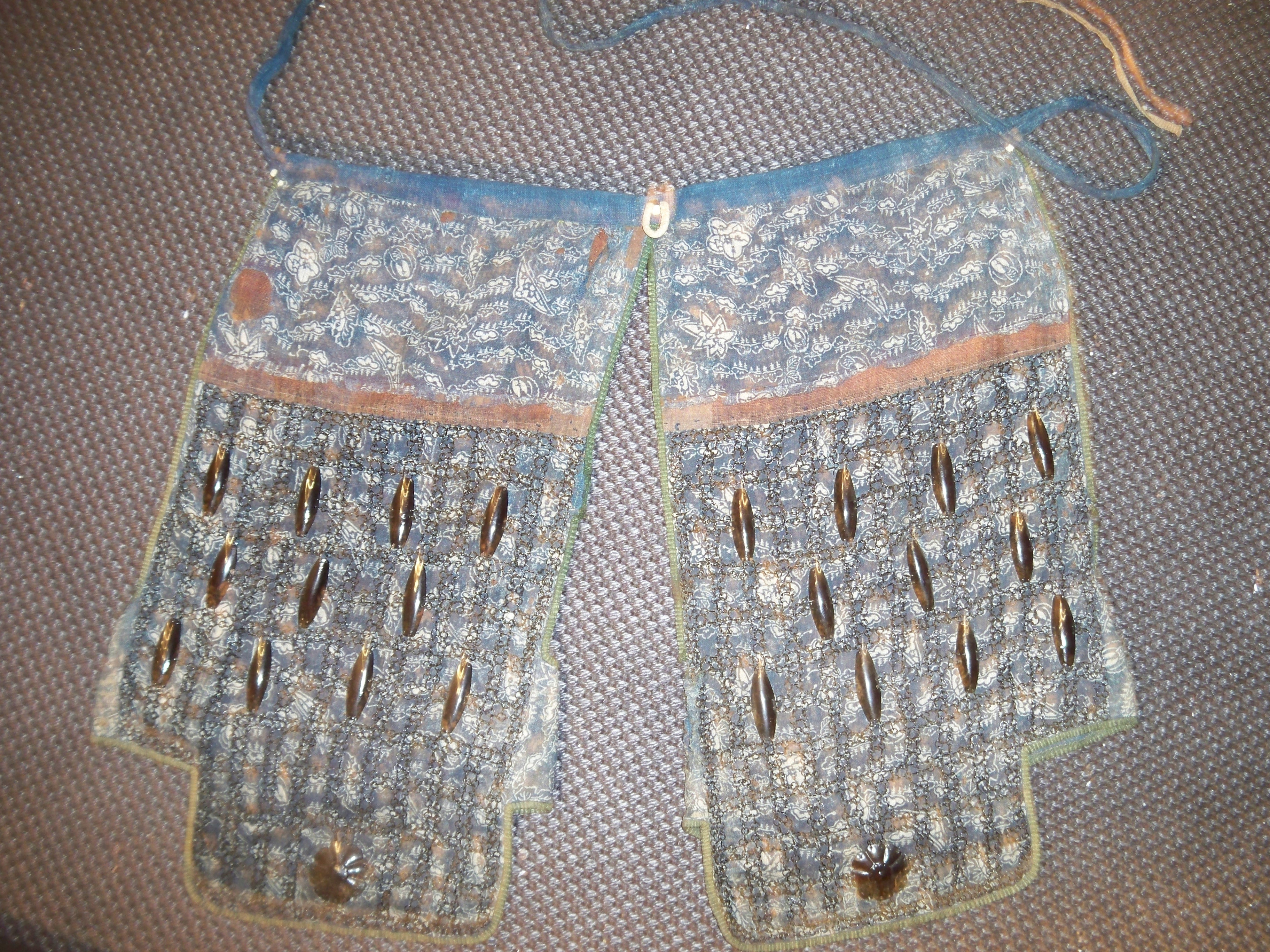
Haidate samurái japonés antiguo del período Edo, protección de muslos con placas de acero lacado unido a la cota de malla kusari cosidas a la tela.
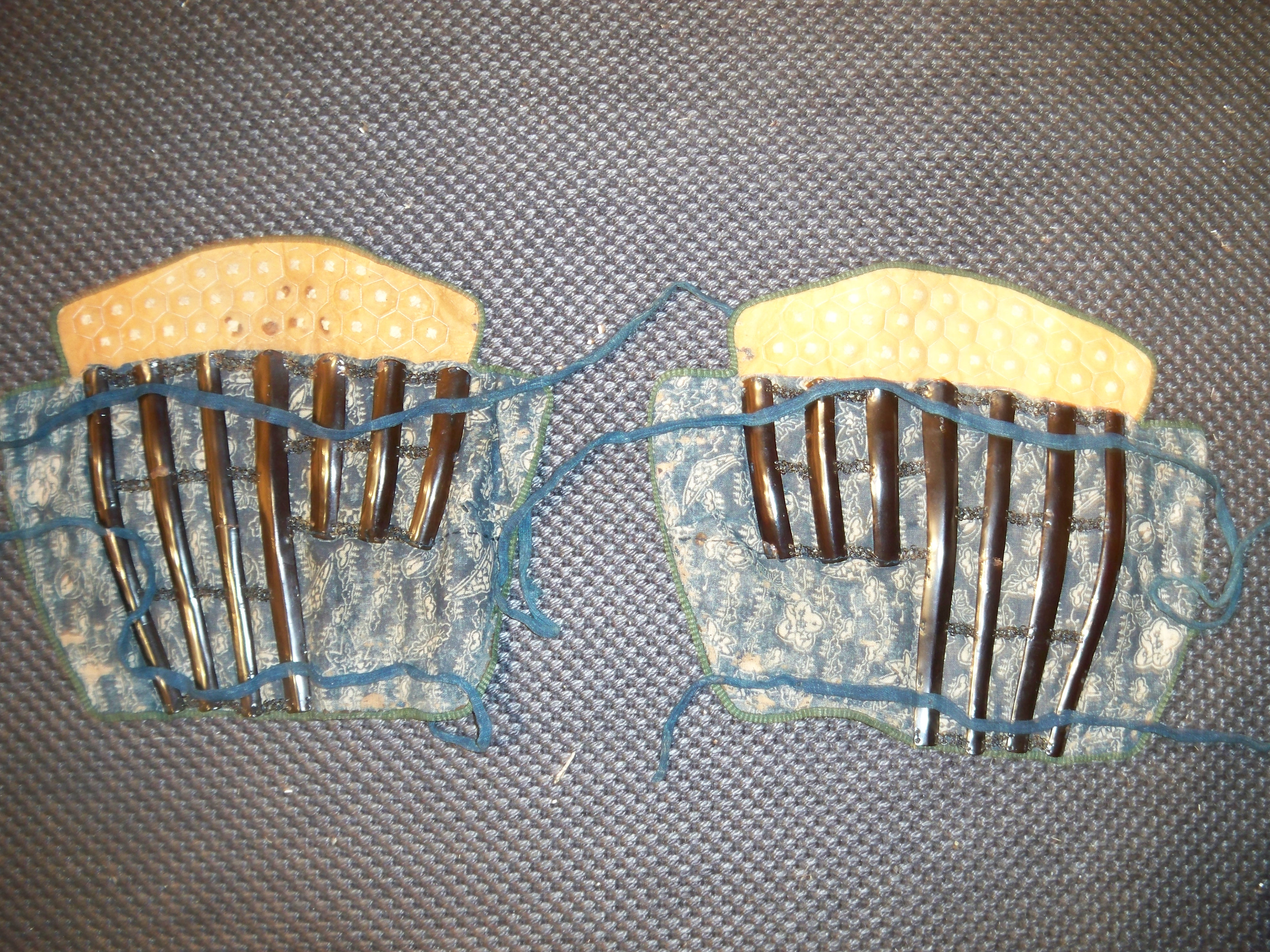
Suneate samurái japonés antiguo del período Edo, protección de espinillas con tablillas de acero shino unidas por la cota de malla kusari a la cota de malla kusari cosidas a la tela, con pequeñas placas de armaduras hexagonales kikko protegiendo las rodillas.
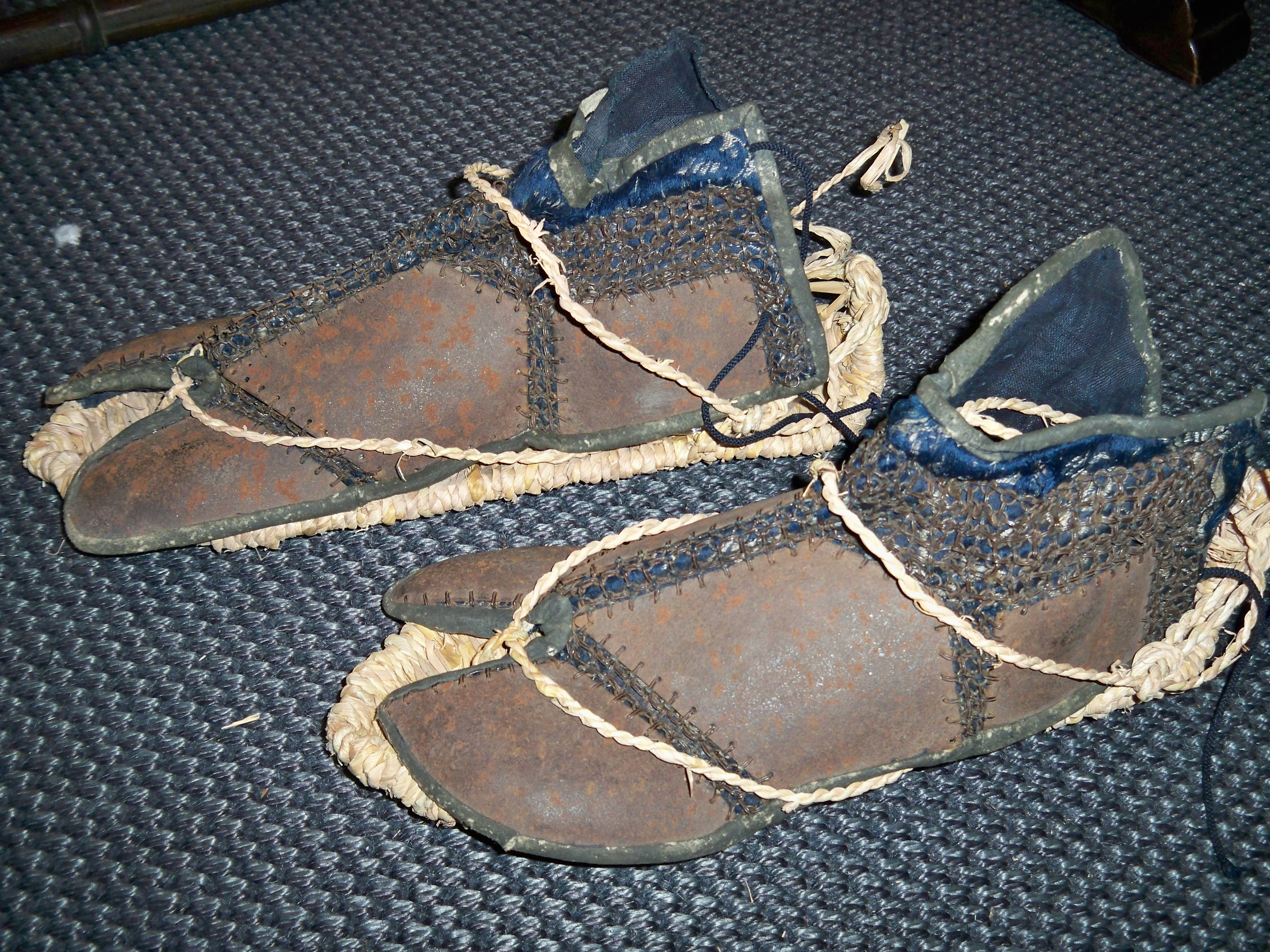
Kōgake samurái japonés antiguo del período Edo, tabi blindada de revestimientos de pie, placas de acero unidas a la cota de malla kusari y cosidas a la tela.
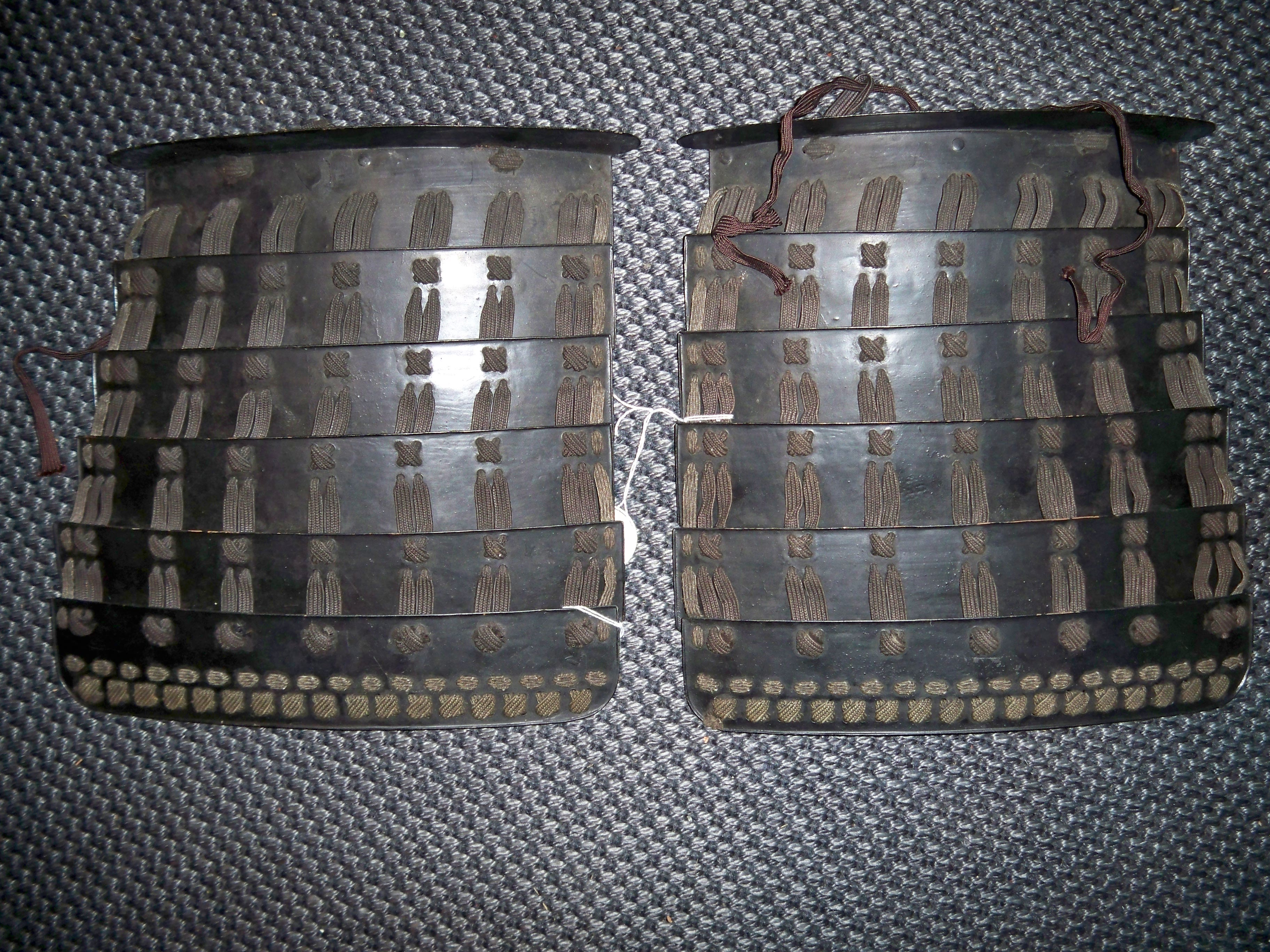
Sode japonés antiguo, protectores de hombro de placas de acero.
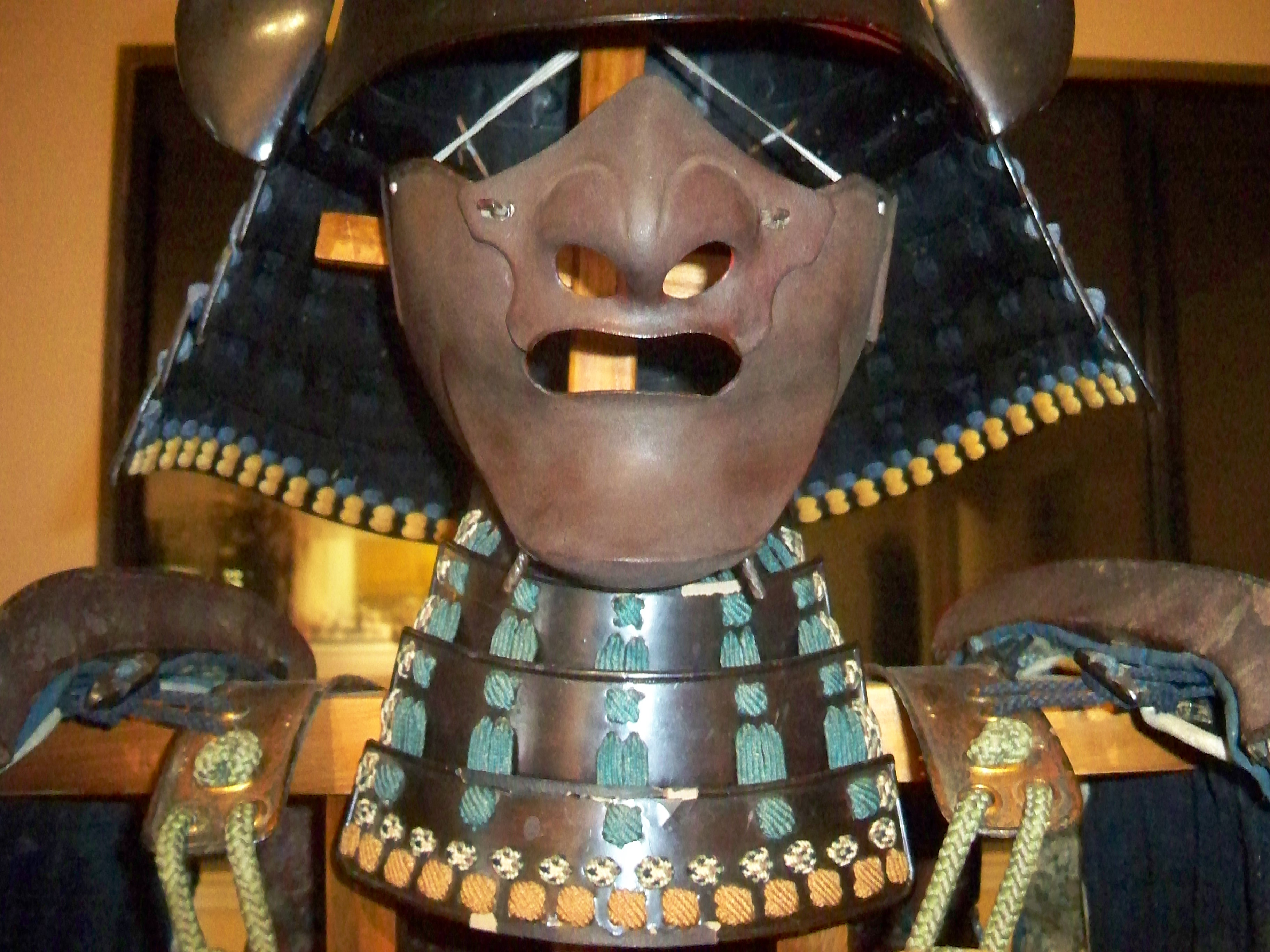
Menpo samurái, una máscara de acero con un protector de garganta de placas de acero yodare-kake.
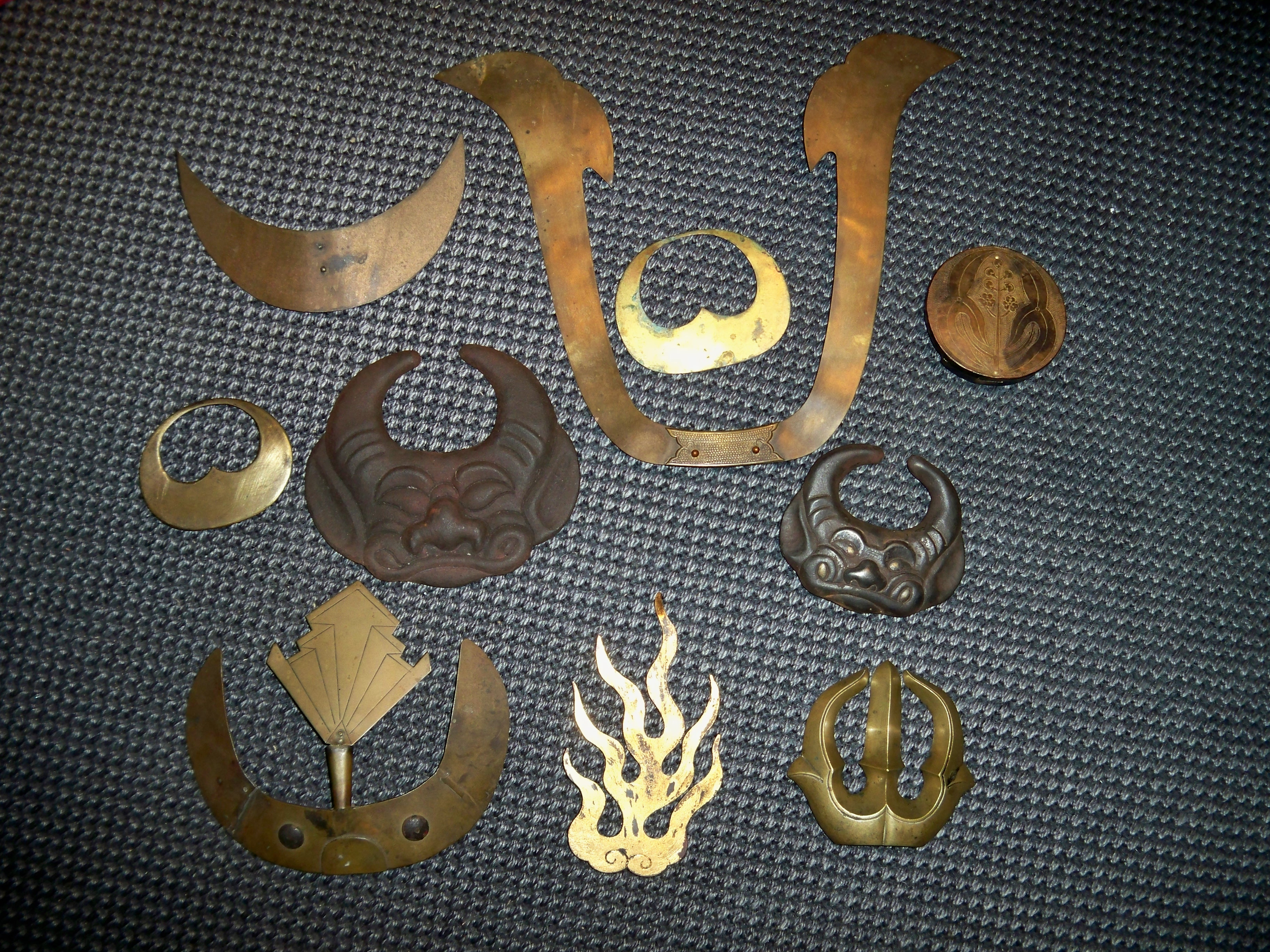
Varios maedate japoneses, crestas que se montan en la parte delantera de un casco samurái kabuto.
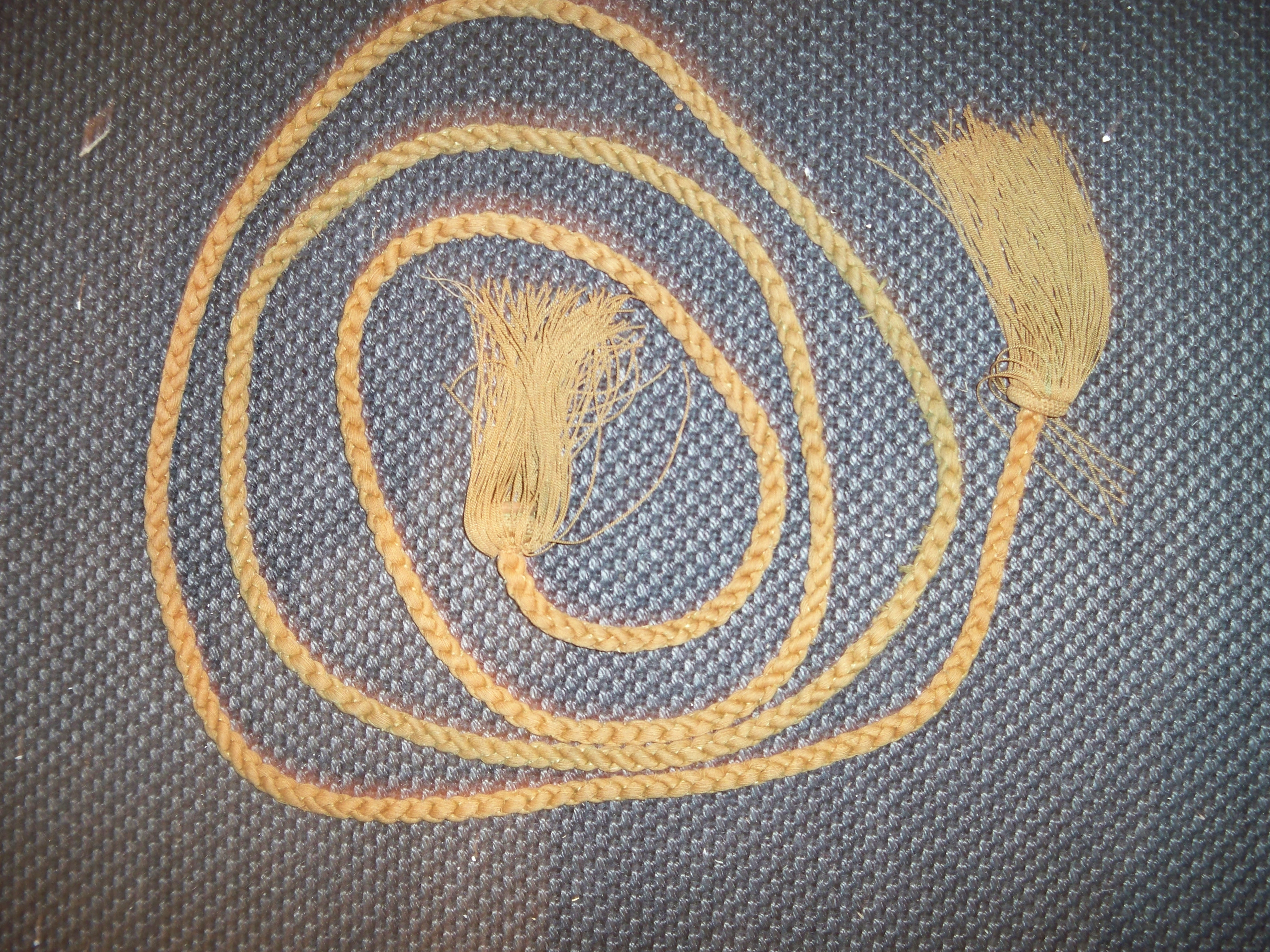
Himo u obi japonés, un cinturón de tela o cuerda utilizada para colgar espadas y varios elementos de una armadura samurái.
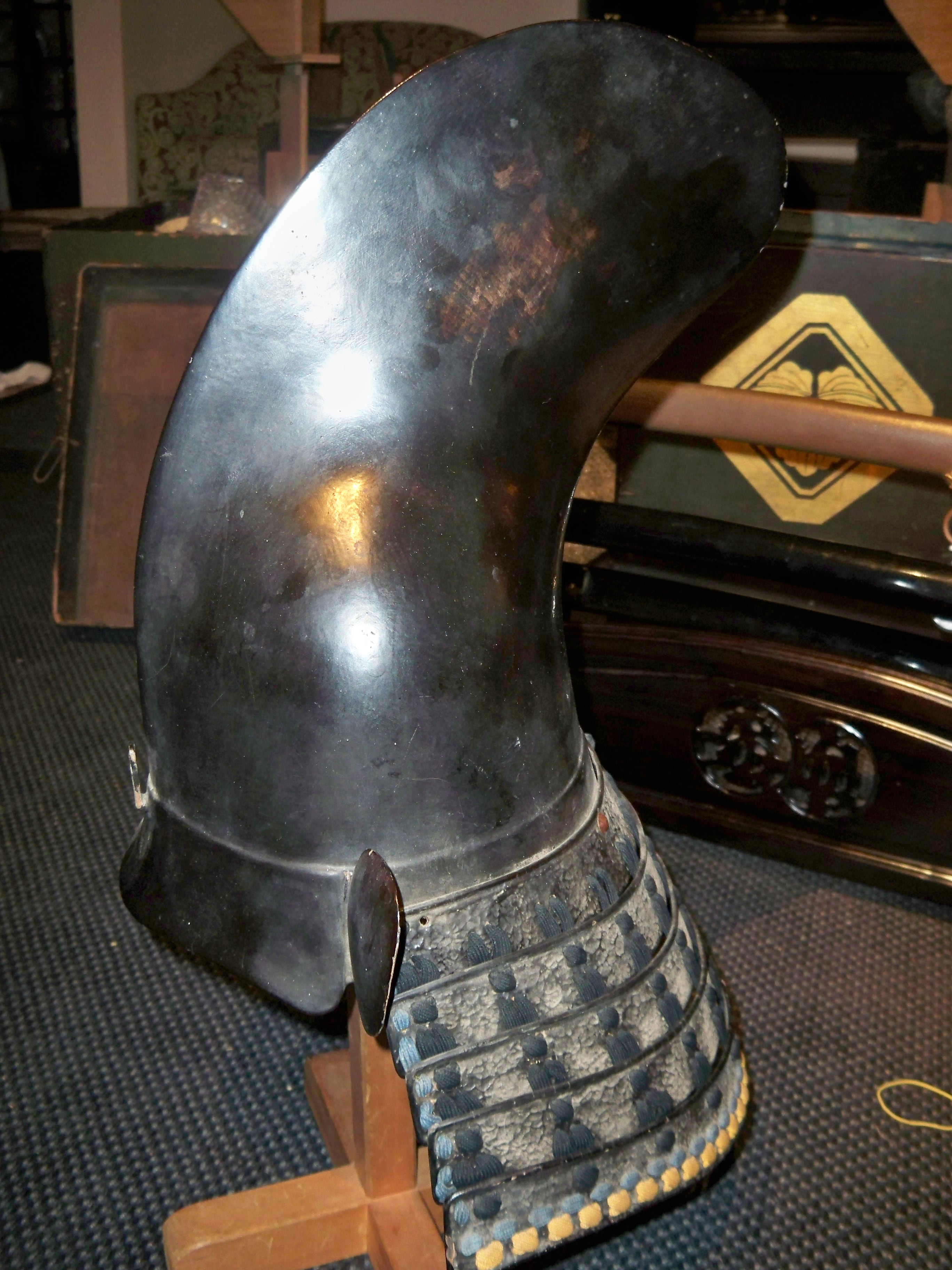
Casco kabuto del estilo samurái eboshi con un protector de cuello de placa de acero shikoro.
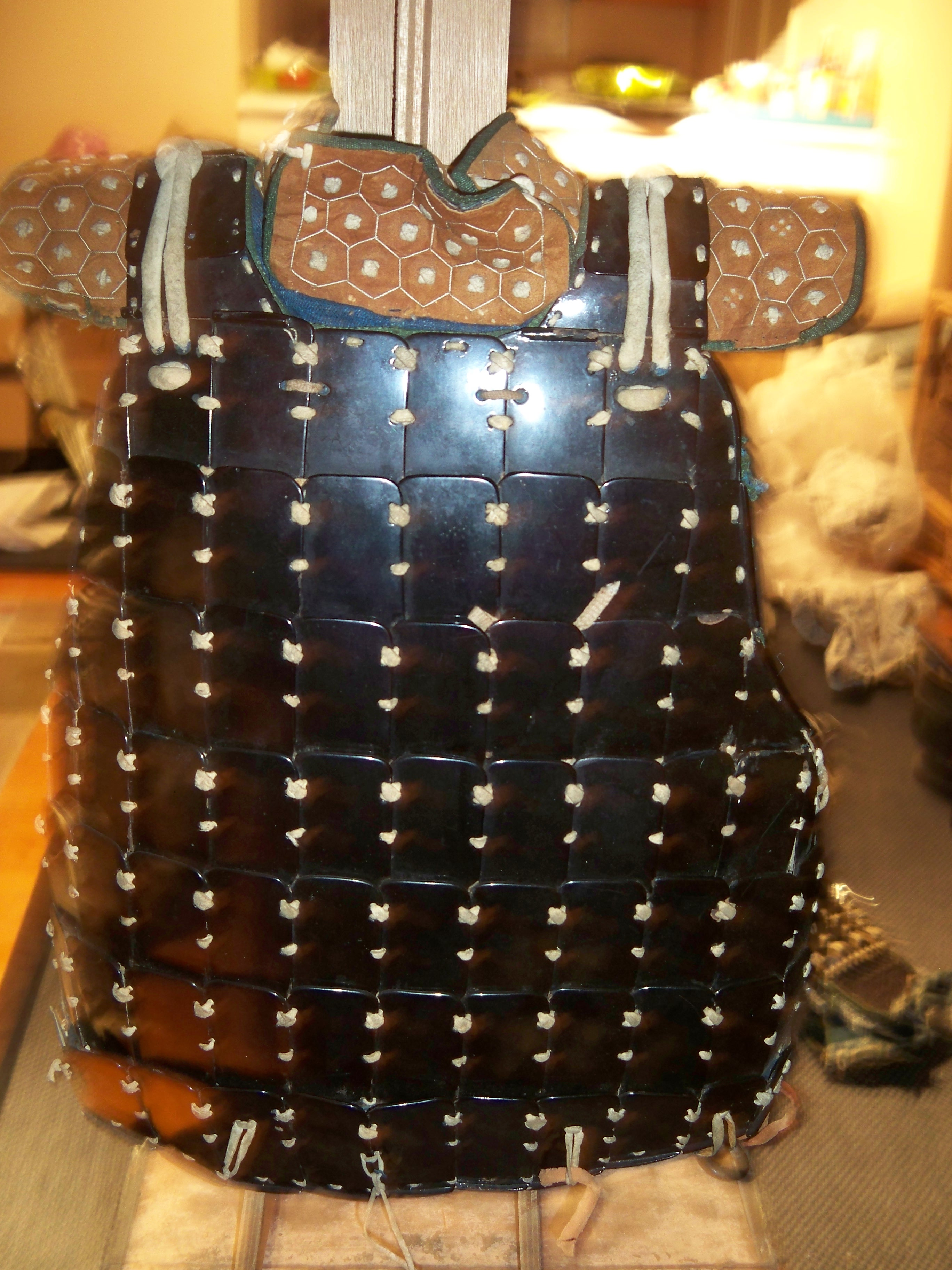
Karuta tatami dō samurái japonesa del período Edo. Una armadura de pecho plegable y portátil.
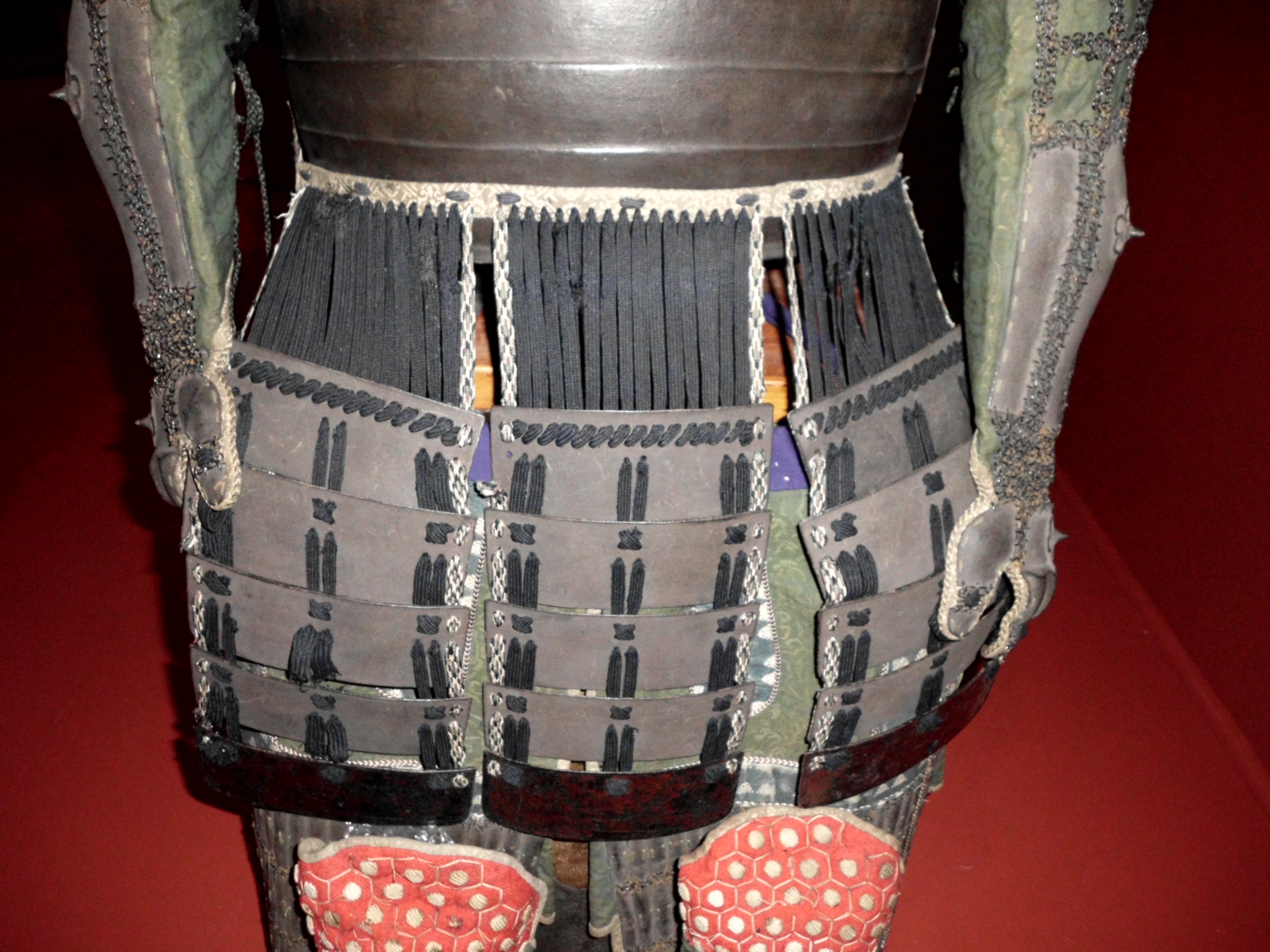
Kusazuri samurái japonesa antigua del período Edo, de acero lacado o paneles de cuero que cuelgan desde la parte inferior de la armadura de pecho dō.
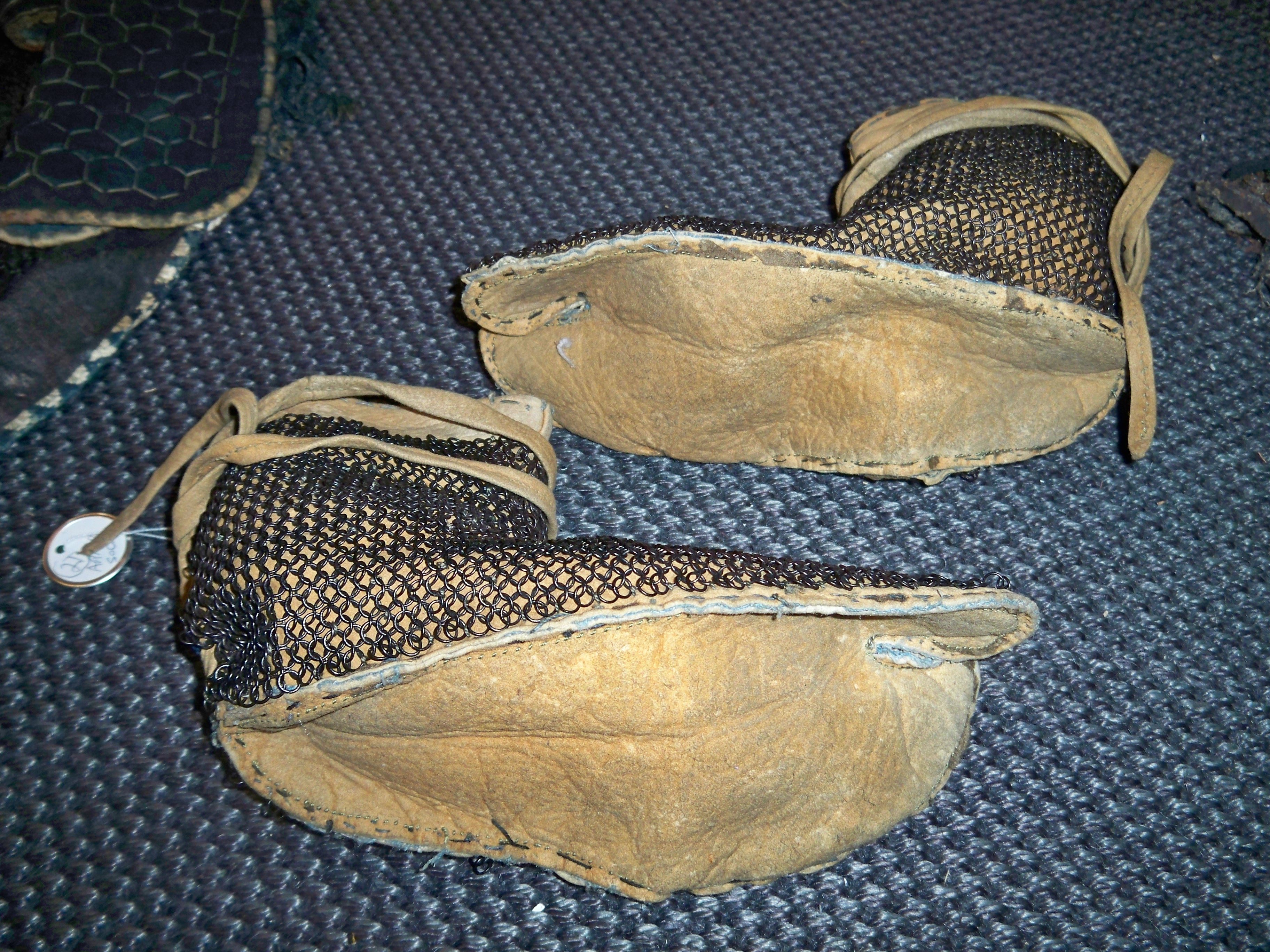
Kusari tabi samurái japonesa del período Edo, tabi blindado (kōgake) calcetines de cuero con cota de malla kusari cosida a la piel.